# ソフトバンクの端末一覧
ソフトバンクの端末一覧（ソフトバンクのたんまついちらん）では、デジタルホン、J-フォン、ボーダフォン、デジタルツーカー及びソフトバンクモバイル時代を含むソフトバンクのSoftBankブランド携帯電話端末について記す。

## デジタルホン端末
関東、東海、関西地区でのサービス開始当初からJ-フォン開始までの端末。ここではDPシリーズを記す。

### DP-11x（日本電気（NEC）製）
- DP-111 - デジタルホン初号機。折りたたみ式
- DP-111II - DP-111のマイナーチェンジモデル
- DP-112
- DP-113
- DP-114

### DP-12x（富士通製）
- DP-121
- DP-122
- DP-123
- DP-124
- DP-125 - この機種を最後にデジタルホンから完全撤退。J-Fと付いた機種は存在しない。

### DP-13x（ケンウッド製）
- DP-131
- DP-132
- DP-133
- DP-134 - ドルフィンライン。スカイウォーカー対応。

### DP-14x（松下通信工業製）
- DP-141
- DP-142
- DP-143
- DP-144
- DP-145 - スカイウォーカー対応

### DP-15x（ノキア製）
- DP-151
- DP-152
- DP-154 - スカイウォーカー対応
- DP-154EX - 特徴的なデザインで、裏側には手にかける為のバックル「いきなべると」付属。スカイウォーカー対応。

### DC-16x（自動車電話）
- DC-161 - 日本電装（現：デンソー）製

### DP-17x（東芝製）
- DP-171
- DP-172
- DP-173
- DP-174 - スカイウォーカー対応。限定で本機種にスケルトンボディを採用した「スケルフォン」という機種も存在していた。

### DP-18x（三洋電機製）
- DP-181
- DP-182
- DP-183
- DP-184
- DP-185 - スカイウォーカー対応

### DP-19x（デンソー製）
- DP-191
- DP-192
- DP-193
- DP-194 - スカイウォーカー対応。「まめぞう」初登場

### DP-20x（シャープ製）
- DP-201
- DP-202
- DP-203 - スカイウォーカー対応

### DP-21x（パイオニア製）
- DP-211 - 携帯初の全面タッチパネル式、付属のペンで手書き入力が可能
- DP-211SW - DP-211のスカイウォーカー対応マイナーチェンジモデル。
- DP-212 - 全面タッチパネル式。スカイウォーカー対応。

### DP-22x（三菱電機製）
- DP-221
- DP-222 - スカイウォーカー対応

## デジタルツーカー端末
デジタルツーカーを参照
関東、東海、関西地区以外でのサービス開始当初からJ-フォンに社名変更するまでの端末。機種によりデジタルホンローミングとツーカーローミングに分かれる。

### NEC製
- タイプN - DP-112相当。地域によってはツーカーホン関西NIII相当も存在[1][2]
- タイプN2 - DP-113相当
- タイプN3 - ツーカーTH781相当。地域によってはDP-114相当も存在
- タイプN4 - J-N01相当。スカイワープ対応

### ソニー製
- タイプSO  - ツーカーTH261（ツーカーホン関西Y201）相当
- タイプSO2 - ツーカーTH271（ツーカーホン関西Y202）相当
- タイプSO3 - ツーカーTH281相当
- タイプSO4 - ツーカーTH291相当。スカイワープ対応

### ケンウッド製
- タイプK - DP-132相当
- タイプK2 - DP-133相当
- タイプK3 - DP-134相当。スカイワープ対応
- タイプK4 - J-K01相当。スカイワープ対応

### 松下通信工業製
- タイプP　–　中国、九州・沖縄はツーカーTH061（ツーカーホン関西PIII）相当。それ以外の地域はDP-142相当
- タイプP2　–　ツーカーTH071（ツーカーホン関西P201）相当
- タイプP3 –　ツーカーTH081相当
- タイプP3SW - DP-145相当。スカイワープ対応
- タイプP4 - J-P01相当。スカイワープ対応

### ノキア製
- タイプNM - DP-151相当
- タイプNM2 - DP-152相当
- タイプNM3 - DP-154相当。スカイワープ対応
- タイプNM3EX - DP-154EX相当。スカイワープ対応

### 東芝製
- タイプT - DP-171相当
- タイプT2 - DP-172相当
- タイプT3 - DP-173相当
- タイプT3SW - DP-174相当。スカイワープ対応
- タイプT4 - J-T01相当。スカイワープ対応
- タイプT5 - J-T02相当。スカイワープ対応

### 三洋電機製
- タイプS　–　ツーカーセルラー東海YIII(TH852)・ツーカーホン関西SIII相当（注：当機種・東海・関西で機種名が異なっているが形式名は全て同一[3][4][5]）
- タイプS2　–　ツーカーTH861（ツーカーホン関西S201）相当
- タイプS3　–　ツーカーTH871（ツーカーホン関西S202）相当
- タイプS4　–　ツーカーTH881相当
- タイプS4SW　–　ツーカーTH88S相当。スカイワープ対応
- タイプS5 - J-SA01相当。スカイワープ対応。東北・九州のみ販売

### デンソー製
- タイプND - DP-192相当
- タイプND2 - DP-193相当
- タイプND3 - DP-194相当
- タイプND3SW - DP-194相当。スカイワープ対応
- タイプND4 - J-DN01相当。スカイワープ対応

### シャープ製
- タイプSH4 - J-SH01II相当。スカイワープ対応

### パイオニア製
- タイプCA - DP-211相当
- タイプCA3 - DP-212相当。スカイワープ対応
- タイプCA4 - J-PE01相当。スカイワープ対応

### 三菱電機製
- タイプD - ツーカーセルラー東海DII（THD51）・ツーカーホン関西DII相当
- タイプD2 - ツーカーTH461（ツーカーホン関西D201）相当
- タイプD3 - ツーカーTH471相当
- タイプD4 - スカイワープ対応。北海道のみJ-D01相当。それ以外の地域はツーカーTH48S相当
- タイプD4ME - スカイメロディ対応。ツーカーTH491相当。
- タイプXC - ツーカーホン関西X201相当
- タイプXC3 - ツーカーTHZ41相当
- タイプXC4 - ツーカーTHZ43相当。外付けカメラ対応。スカイワープ対応

### 京セラ製
- タイプKC - ツーカーTH161（ツーカーセルラー東海KIII・ツーカーホン関西KIII）相当
- タイプKC2 - ツーカーTH171相当
- タイプKC3 - ツーカーTH181相当

## J-フォン端末

### J-0xシリーズ
J-フォン開始時からのパケット通信非対応端末。V3シリーズやV4シリーズに相当する。J-SH07以降の機種（一部除く）は50KBJavaアプリに対応。

#### ソニー製
- J-SY01 - 最初で最後のソニー製J-フォン端末、3Dジョグダイヤル搭載

#### 東芝製
- J-T01
- J-T02 - 関西では未発売
- J-T03 - 東北では未発売

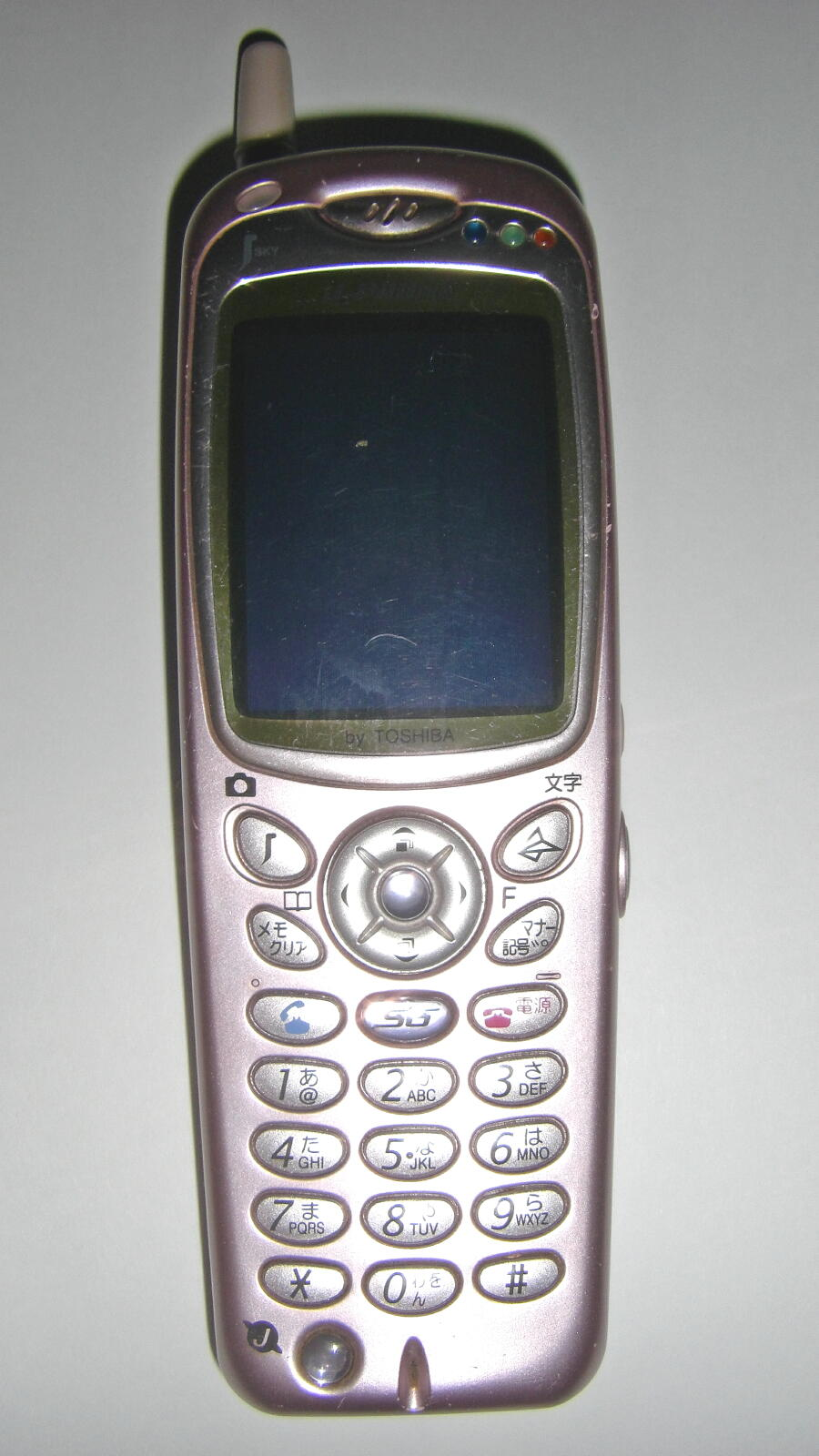
J-T06

- J-T04 - カラー液晶搭載、J-スカイ対応
- J-T05 - 16和音、J-スカイ対応、ステーション対応
- J-T06 - GFカラー液晶搭載、モバイルカメラ搭載(モバイルフラッシュ付属)、Javaアプリ対応、ステーション全国対応
- J-T07 - 折りたたみ式、TFTカラー液晶搭載、J-T51からモバイルフラッシュ、サブディスプレイ、Javaアプリを省いた端末。シンプルホン以外では初めてシンプルモードを搭載
- J-T08 - 折りたたみ式、40和音、世界初の QVGA液晶搭載端末、Javaアプリ対応
- J-T09 - J-T08からQVGA液晶とJavaアプリ、モバイルフラッシュを省いた端末。シンプルモード搭載
- J-T010 - 折りたたみ式、ボーダフォンロゴ、初の待受けくーまん搭載端末、Javaアプリ対応

#### シャープ製

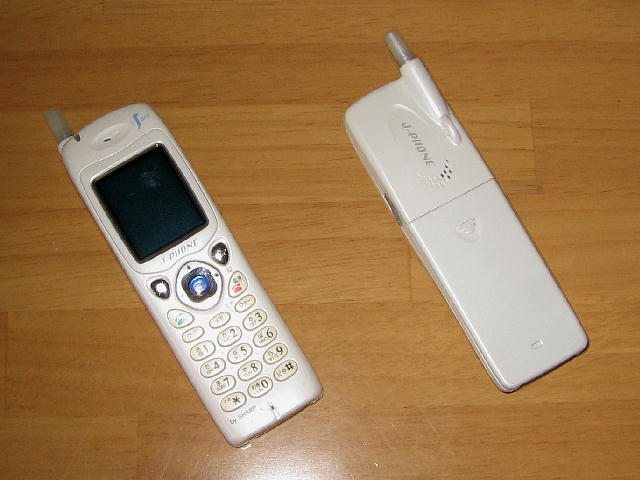
J-SH03

- J-SH01 - 初のスカイウェブメニュー対応端末
- J-SH01II - J-SH01のマイナーチェンジモデル
- J-SH02 - 1和音、J-PHONE初のカラー液晶搭載端末、初のJ-SKY対応端末
- J-SH03 - 4和音、J-SH02のマイナーチェンジモデル、J-SKY対応、読売ジャイアンツ特別バージョンのジャイアンツフォンも存在する
- J-SH04 - 16和音、現在のカメラ付き携帯電話の定礎になる機種（カメラの搭載だけで言えば前年発売されたVP-210が初になる）、J-SKY対応、ステーション対応
- J-SH04B - カメラ非搭載
- J-SH05 - シャープ初の折りたたみ式端末、携帯電話初の TFTカラー液晶搭載端末、J-SKY対応、ステーション対応
- J-SH06 - カメラ搭載ストレート式端末、世界初のGFカラー液晶搭載端末、ステーション全国対応
- J-SH07 - J-SH05にカメラを搭載したマイナーチェンジモデル、初のJavaアプリ対応端末
- J-SH08 - 世界初の背面カラー液晶搭載端末
- J-SH09 - 40和音、世界初のQRコード読み取り機能搭載端末
- J-SH010 - 2.4インチQVGA液晶搭載　ステーションの「お天気アイコン」初搭載モデル

#### NEC製
- J-N01
- J-N02 -2和音、J-フォン初の折りたたみ式端末
- J-N03 -カラー液晶搭載、16和音、J-SKY対応、ステーション対応
- J-N03II -J-N03のマイナーチェンジモデル
- J-N04 -TFD液晶搭載、イルミネーションウインドウ™搭載、Java™アプリ対応、ステーション全国対応
- J-N05 -NEC初のカメラ付き携帯、TFT液晶搭載、イルミネーションウインドウ™搭載、Java™アプリ対応

#### 三洋電機製
- J-SA01
- J-SA02 - カラー液晶搭載、J-スカイ対応　途中からプリペイド専用機として発売された
- J-SA03 - 三洋初のカメラ付き携帯、16和音、ステーション対応　J-NM01の兄弟機種
- J-SA04 - J-SA03のマイナーチェンジモデル、TFT液晶搭載、ステーション(全国対応) J-NM02の兄弟機種
- J-SA05 - ミラーディスプレイ
- J-SA06 - ミラーディスプレイ。プリペイドでも使用可

#### NOKIA製
- J-NM01 - 三洋とのOEMで作られた端末　外装はノキアだが、ソフトは三洋である 仕様はJ-SA03と同じなので事実上J-SA03の兄弟機種
- J-NM02 - J-NM01のマイナーチェンジモデル、J-NM01同様、三洋のOEMで作られた 仕様はJ-SA04と同じなので事実上J-SA04の兄弟機種

#### ケンウッド製
- J-K01
- J-K02
- J-K03 - カラー液晶搭載、J-スカイ対応、ステーション対応、ベストボイス2搭載
- J-K04 - ケンウッド初の折りたたみ式端末、16和音、ステーション(全国対応)、ベストボイスIII搭載
- J-K05 - 折りたたみ式端末、ベストボイスIII搭載

#### デンソー製
- J-DN01

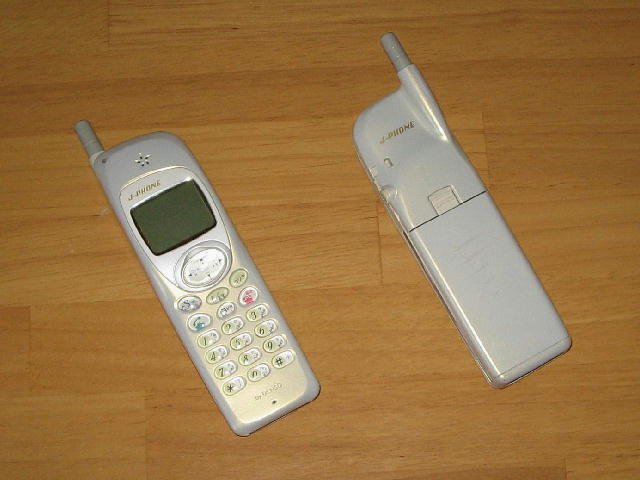
J-DN01

- J-DN02 -4和音、モノクロ液晶、J-SKY対応 J-DN02(デンソー)
- J-DN03 -16和音、カラー液晶、J-SKY対応 J-DN03(デンソー)

#### 松下通信工業（現・パナソニック モバイルコミュニケーションズ）製
- J-P01

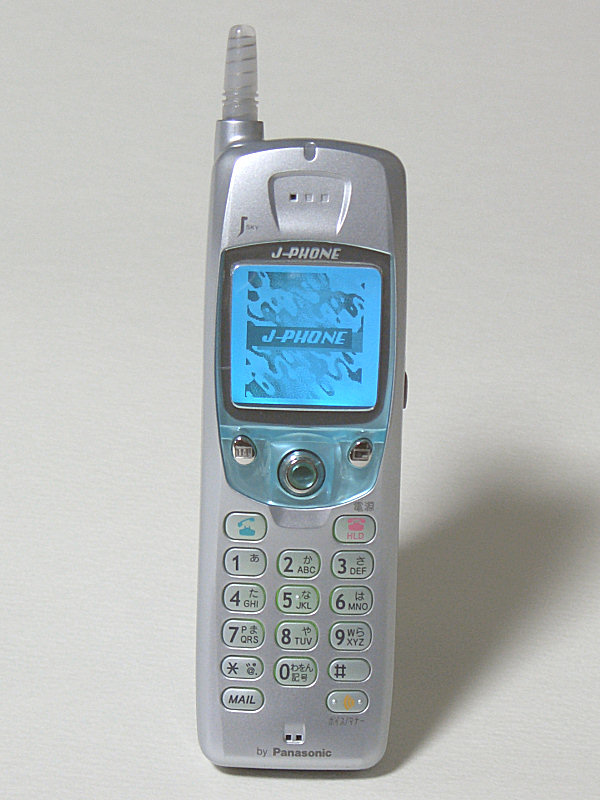
J-P02

- J-P01 II - J-P01のマイナーチェンジモデル
- J-P02 - 3和音、モノクロ液晶、J-SKY対応
- J-P03 -J-フォン向けパナソニック製端末では唯一の折りたたみ式、カラー液晶搭載、16和音

#### パイオニア製
- J-PE01 -全面液晶タッチパネル
- J-PE02 -全面液晶タッチパネル、日本初の手書きメール対応端末
- J-PE03 -ストレート端末、カラー液晶搭載、16和音、J-SKY対応、ステーション対応
- J-PE03 II -J-PE03のマイナーチェンジモデル、パイオニア製最後の端末

#### 三菱電機製
- J-D01
- J-D02 - 三菱独自のアニメーションメール機能「アニメっちゃ」初搭載。
- J-D03 - 初のステーション対応端末、初の16和音着信メロディ対応
- J-D04 - J-D03のマイナーチェンジモデル　J-D03までの三菱製端末はいずれもフリップ付きであったが、これは初めてストレート端末となった
- J-D05 - フリップ付きに戻る。TFD液晶、カメラ搭載。Javaアプリ対応
- J-D06 - 別名「graphica（グラフィカ）」　機能はJ-D05と同等であったが、デザイン重視のストレート端末として注目を浴びた。本体にボーダフォンのロゴとマークが付いた初の端末でもある
- J-D07 - 別名「enjorno（エンジョルノ）」　プリペイド専用ストレート端末。機能はJ-D05・J-D06と同等だが、カメラ非搭載
- J-D08 - ボーダフォンロゴ J-フォン向け三菱製端末としては唯一の折りたたみ式。SDカードスロット搭載

### J-0xsシリーズ
東北・中国・四国で販売されたステーション非対応型端末。これらの地区ではステーションサービス開始当初、交換機がツーカー仕様だったためにステーションの展開ができず、ステーション対応機種に制限を加えた機種として販売された。「s」なし型番の機種が全国サービス開始後に当該エリアでも利用できたのに対し、機能自体が省かれた「s」あり型番の端末は全国対応版の再発売もなく全国対応後もアップデートで利用可能になることはなかった。ただし、J-N03sおよびJ-PE03sに関しては、2001年春のステーション全国対応後に当該地域でもステーション利用可能なマイナーチェンジモデルJ-N03II、J-PE03IIが発売されている。

#### シャープ製
- J-SH04s - J-SH04のステーション非対応型端末
- J-SH04Bs - J-SH04Bのステーション非対応型端末
- J-SH05s - J-SH05のステーション非対応型端末

#### NEC製
- J-N03s - J-N03のステーション非対応型端末

#### ケンウッド製
- J-K03s - J-K03のステーション非対応型端末

#### パイオニア製
- J-PE03s - J-PE03のステーション非対応型端末

#### 三菱電機製
- J-D03s - J-D03のステーション非対応型端末

### J-3xシリーズ
通話とメールに機能を絞ったシンプルフォンシリーズ。パケット通信やウェブ（J-D31を除く）には非対応。全機種16和音。

#### 三菱電機製
- J-D31 - J-D03のシンプルフォンモデル シンプルフォンシリーズ中、唯一ウェブとステーション機能に対応していた

#### ケンウッド製
- J-K31 - J-K05のシンプルフォンモデル

#### デンソー製
- J-DN31 - デンソー製最後の端末

### J-5xシリーズ
パケット方式開始時からのパケット通信対応端末。全機種写メール、ムービー写メール、100KBJavaアプリ（J-SH53は256KB）対応。V5シリーズやV6シリーズに相当する。全機種40和音に対応。SDメモリーカード対応（シャープ製のみ）。

#### 東芝製
- J-T51 - 折りたたみ式、11万画素CCDカメラ搭載、外付けモバイルフラッシュ付属

#### シャープ製
- J-SH51 - 携帯電話初のSDカードスロット搭載端末
- J-SH52 - デザイン・機能はJ-SH09に準ずる
- J-SH53 - ボーダフォンロゴ 世界初のメガピクセルカメラ搭載端末 デザインはJ-SH010に準ずる

#### NEC製
- J-N51 - J-PHONEで「接写deレンズ」（マクロレンズ）を付属した唯一の端末。J-PHONE初の赤外線通信対応端末。

#### 三洋電機製
- J-SA51 - 三洋製唯一の2Gパケット対応端末

#### ケンウッド製
- J-K51 - 初のステレオサウンド対応、ベストボイスIII搭載、ケンウッド製最後の端末及び最初で最後のカメラ付端末

#### パナソニック製

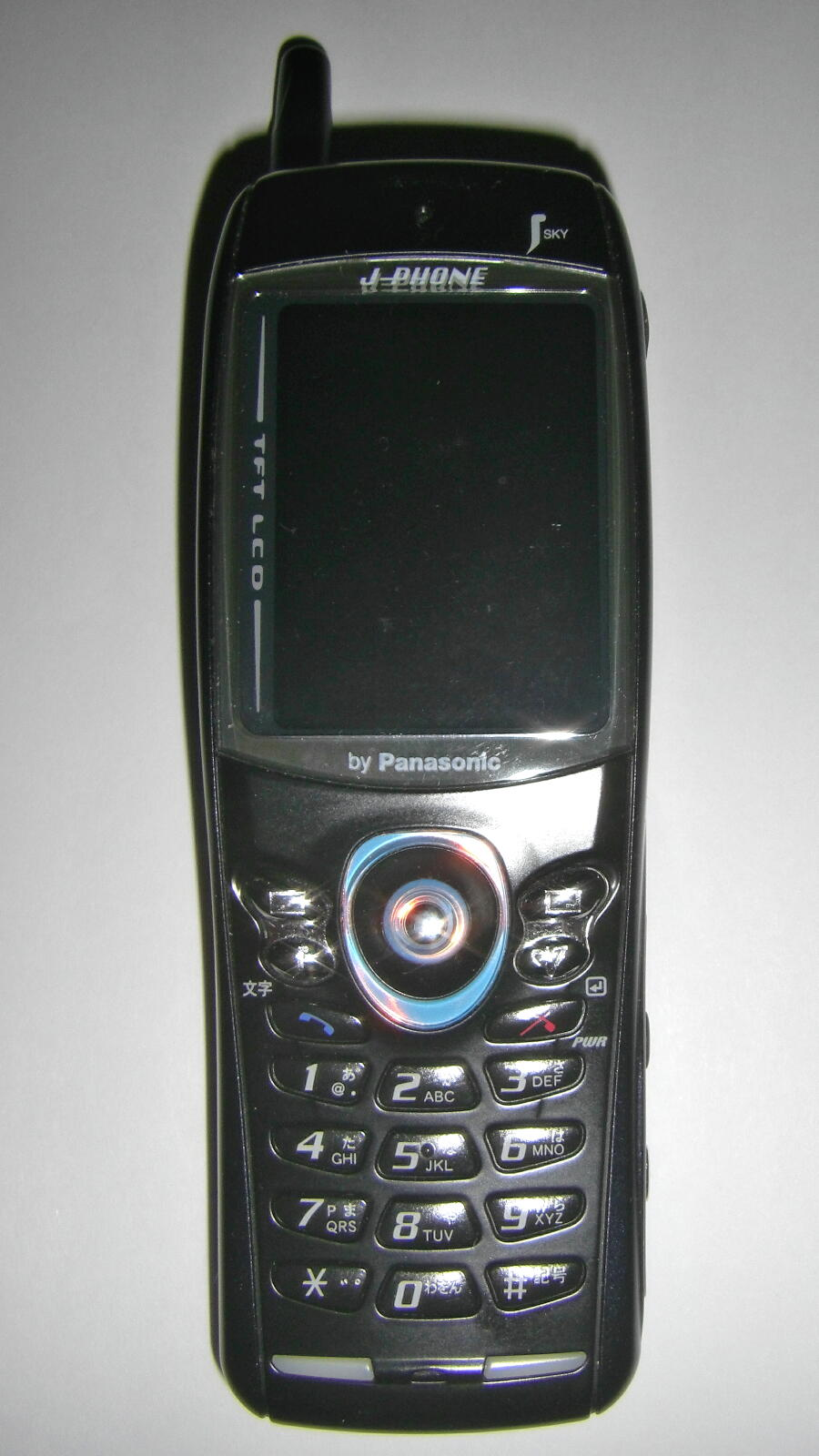
J-P51

- J-P51 - J-5xシリーズ唯一のストレート端末、パナソニック製最初で最後の2Gパケット対応端末 705Pを発売するまで同社からの端末供給が止まる（ボーダフォン時代には供給されなかった）

### J-001シリーズ
W-CDMA試験サービスモニター貸与のみの機種。いずれの機種もJ-PHONEロゴとボーダフォンのスピーチマークデバイスが入っている。

#### 三洋電機製
- J-SA001

#### NEC製
- J-N001

### Vodafone Global Standard(V-701)端末
J-PHONEの3Gサービスのもので、後にVodafone 3Gシリーズが発売されるまでに発売された端末。全機種J-スカイ非対応。
なお、SoftBank側のネットワーク設備のソフトウェア更新に伴い、現在は使用不可となっている。

#### NEC製
- V-N701

#### NOKIA製
- V-NM701（Nokia 6650）

#### 三洋電機製
- V-SA701

#### Motorola製
- V66 - ボーダフォングローバルレンタル専用、日本及び韓国での使用は不可（海外GSM専用）

## ボーダフォン端末

### プリペイド専用端末
- V1シリーズ、V2シリーズ

通信方式はPDC方式。V1シリーズは三菱電機のみが供給している。2006年の7月に、初のV2シリーズとしてシャープ製のV201SHが加わった。V101D、V102D、V201SHともにストレート型である。コンビニなどでも取り扱っている。カメラはついておらず、着うたにも対応していないが、Yahoo!ケータイは利用できる（ただしプリペイド契約の状態で利用できるのはメール機能のみ。WEB機能等を利用する為にはいったんプリペイド契約を解約した上で通常のポストペイド契約をする必要がある。現在はポストペイドへの契約変更はできない）。

#### V1シリーズ

##### 三菱電機製
- V101D - J-D07のカラーバリエーション変更モデル
- V102D - 機能はV101Dと同等だが、新たに着せ替えパネルを採用し、デザインを大きく変えている。また、拡張絵文字に対応した

※共に別名はJ-D07と同じく「enjorno（エンジョルノ）」

#### V2シリーズ

##### シャープ製
- V201SH - プリペイド専用機では初のQVGA液晶搭載機

### PDC（2G）端末
- V3シリーズ、V4シリーズ、V5シリーズ、V6シリーズ

J-0xシリーズ、J-5xシリーズはJ-PHONE時代のシリーズ名で、J-0xシリーズはV3・V4シリーズ、J-5xシリーズはV5・V6シリーズに相当する。PDC端末で唯一着うたサービスに対応している。
Vodafone 3G（現SoftBank 3G）が主戦力になったころにも根強い人気があった。シンプルモードなどのUIが使いやすいという意見もあり、新機種も
NTTドコモなどとは違い最近でも1シーズンに2機種程度発売されていた。

#### V3シリーズ
パケット方式非対応端末でローエンドモデル中心のシリーズ。
メールはV4シリーズ同様スカイメールとロングメールに対応しており、写メールが可能であるがムービー写メールには対応していない。
コンパクトなものが多く、機能をあまり重視しない層を主な対象にしていた。シンプルモードに対応していて、UIはわかりやすい。カメラは30万画素程度で写真プリントには向かないものだが、写メールに使う分には十分な程度だと言える。S!アプリは50kアプリに対応（シャープ製のみ）。パケット方式には非対応なので着うたには対応していない。また、このシリーズは外部メモリにも対応していない。

##### 東芝製
- V301T- リミットモード搭載
- V302T- ポルトガル語表示対応
- V303T（KOTO） - デザインモデル

##### シャープ製
- V301SH
- V302SH - コンパクトモデル　フェラーリエディション・プリペイド仕様も存在

##### 三菱電機製
- V301D - カメラ無しモデルも存在する

#### V4シリーズ
パケット方式非対応端末でミドルレンジモデル中心のシリーズ。
メールはV3シリーズ同様スカイメールとロングメールに対応しており、写メールが可能であるがムービー写メールには対応していない。
端末色のバリエーションなどから、女性をターゲットにしている端末が多いシリーズだと思われる。
カメラは100万画素から200万画素程度。S!アプリは50kアプリに対応（V401SAを除く）。
パケット方式には非対応なので着うたには対応していない。テレビチューナー内蔵機やメモリーカード対応機も存在する。

##### 東芝製
- V401T- アナログテレビチューナー・FMラジオ搭載

##### シャープ製
- V401SH

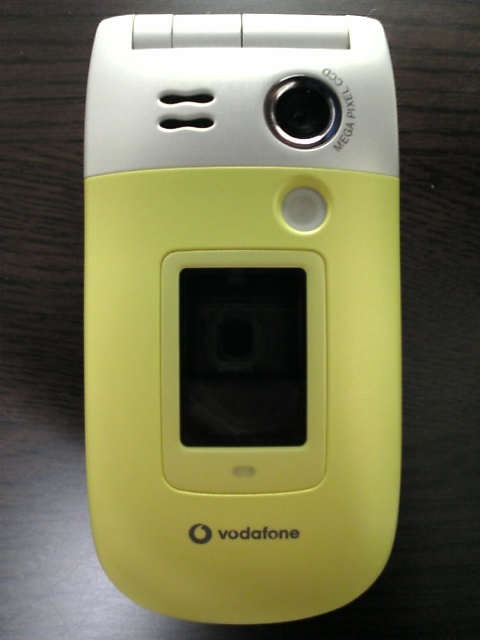
V401SH

- V402SH - V4シリーズでは高性能で、アナログテレビチューナー・FMラジオ搭載
- V403SH - ヨーロピアンデザイン

##### 三洋電機製
- V401SA - 薄型スライドモデルでFMラジオ搭載　これを最後に三洋はボーダフォンから完全撤退　その後、携帯電話事業を京セラに売却

##### 三菱電機製
- V401D - ボーダフォン初加速度センサー搭載　これを最後に三菱はボーダフォンから完全撤退　2008年4月に携帯電話事業撤退

#### V5シリーズ
パケット方式端末でミドルレンジモデルやデザインモデル中心のシリーズ。
メールはV6シリーズ同様スカイメールとスーパーメールに対応しており、写メールおよびムービー写メールともに対応している。
2005年夏季に初めて発表されたため、シリーズとしては比較的新しい。デザインモデルのきぐるみケータイ（V501T）やV501SHなどがある。デザインに特化した機種や小型化に重点を置いたパケット対応端末が多く見られる。ディスプレイはすべてQVGA規格。カメラは130万画素程度。S!アプリは256kアプリver2に対応。全機種着うた対応。

##### 東芝製
- V501T - 携帯電話初のきぐるみケータイ
- V502T - 20ミリの薄型ケータイ

##### シャープ製
- V501SH - 世界初のカスタモ搭載端末、モーションコントロールセンサー搭載

#### V6シリーズ
パケット方式端末でハイエンドモデル中心のシリーズ。
メールはV5シリーズ同様スカイメールとスーパーメールに対応しており、写メールおよびムービー写メールともに対応している。
日本初のテレビチューナー(アナログ地上波)内蔵携帯電話V601Nなどテレビつき機種も多く、2006年7月現在で5機種存在している。S!アプリは256kアプリ/256kアプリver2アプリに対応している（V601Nは100Kアプリ）。カメラは130万画素から320万画素程度とさまざま。光学ズームやオートフォーカス対応機種もある。シャープ製はV602SH以降の機種、東芝製は全機種64和音着信メロディ及び着うたに対応。V601Nを除きSDメモリーカードに対応。V602T以降の機種の外部メモリーはminiSDに変更。

##### 東芝製
- V601T - 64和音、着うた対応機
- V602T(nudio) - デザインモデル、この機種から外部メモリーはminiSDに変更
- V603T - リバーシブルスタイル、アナログテレビチューナー内蔵
- V604T - V603Tの後継機

##### シャープ製

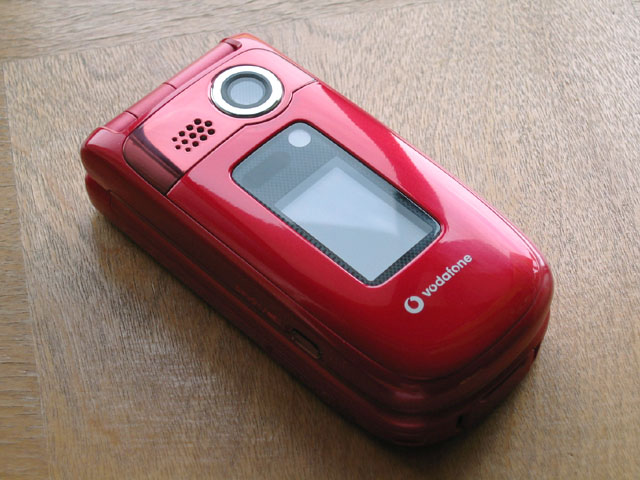
V601SH

- V601SH - 折りたたみ式、40和音、2メガピクセルカメラ搭載、ボーダフォン初のAF機構搭載端末
- V602SH - スウィーベルスタイル、64和音、着うた対応、携帯初のカメラ光学ズーム機構搭載端末
- V603SH - スウィーベルスタイル、世界初のモーションコントロールセンサー搭載端末　アナログテレビチューナー内蔵
- V604SH - スウィーベルスタイル、PDC初の3.2メガピクセルカメラ搭載端末　アナログテレビチューナー内蔵

##### NEC製
- V601N - 日本初のアナログテレビチューナー搭載端末

#### 試作機
デモ専用に開発された試作型携帯電話。当然ながら、非売品である。

##### シャープ製
- J-SH53X - 非接触ICカードを搭載したJ-SH53ベースの試作機
- Digital Terrestial Broadcasting(機種名不明) - 地上デジタル放送受信可能な携帯電話の試作機

### Vodafone Global Standard（3G）端末
- データー通信用カード及びV8シリーズ

ボーダフォンの3Gサービス初期のもので、後にボーダフォン3Gと名称および仕様を変更されるまでに発売された端末。
なお、SoftBank側のネットワーク設備のソフトウェア更新に伴い、VC701SIとV801SHを除くVGS時代の端末は2008年1月以降利用不可、V801SHについても2008年4月以降は一部の機能が使用できなくなっている(V801SHは2008年8月に利用不可となる）。

#### データ通信用カード

##### セイコー製
- VC701SI

#### V8シリーズ
パケット方式第3世代端末のVGSのシリーズ。
メールはSMSとVGSメールに対応しており、写メールおよびムービー写メールともに対応している。
ボーダフォンの方針により、VGSからVodafone 3G（現SoftBank 3G）と名称を変更するとともにメールなどの仕様を変更することになったため、2機種しかない。両機種ともvodafone live!と、着うた、Vアプリ（100KB）対応。両機種ともSDメモリーカード使用可能。
2008年7月までに、両機種とも使用できなくなった。
3Gとしては例外的に2Gと同じく端末名に「V」が付く。

##### シャープ製
- V801SH - デザインはJ-SH010及びJ-SH53に準ずる

##### 三洋電機製
- V801SA - 初のスライド式端末、TVコール対応

### Vodafone 3G端末
- 70xシリーズ、80xシリーズ、90xシリーズ

第3世代携帯電話。ほとんどの機種が海外でもそのまま使える国際ローミング対応端末である。Vodafone 3G 展開当初は、PDC 時代からのメーカーの端末でもそれまでと異なる統一UIが全面採用されており、これがわかりづらいという苦情もあった。ほとんどの機種でTVコール（テレビ電話機能）に対応しており、Vodafone 3G（現SoftBank 3G）同士だけでなくドコモのFOMA端末やauのrev.A端末とテレビ電話をすることも可能である。Vodafone 3G（現SoftBank 3G）ではすべての端末においてS!アプリはメガアプリに対応。殆どの機種がBluetoothを搭載している。
Vodafone 3G（現SoftBank 3G）端末は2004年冬季から発売されていて、旧ボーダフォンの主戦力商品であった。
なお、これらのシリーズでは2015年3月31日限りでS!アプリの提供が終了している。

#### 70xシリーズ
パケット方式第3世代端末でエントリーモデル中心のシリーズ。
メールは8xxシリーズ9xxシリーズ同様SMSとMMSに対応しており、写メールおよびムービー写メールともに対応している。MMSは300Kバイトまで対応している。
他のVodafone 3Gのシリーズの端末は比較的大きめなものや重めなものが多いが、このシリーズでは軽くてコンパクトな端末が多い。またカラーバリエーションなどから女性をメインターゲットにしていると思われる端末や、小ささやシンプルさから大人をターゲットとしていると思われる端末も多い。カメラは130万画素程度。全機種着うた対応。2005年夏季以降の端末（703SHより）では着うたフルに対応している。
また、現在71xや72xといった型番が出ていないことから、実質8xxシリーズに吸収されたという見方もあったが、2008年終わりに7xxシリーズの復活作ともいえる730SC（プリペイド専用端末であるため、事実上は730SCをベースにポストペイド仕様にマイナーチェンジした731SCが、事実上の復活作ともいえる）が登場した。

##### 東芝製
- Vodafone 705T - 音楽ケータイ。サマンサタバサ（ブランド）とのコラボモデル デザインは803Tに準ずる

##### シャープ製

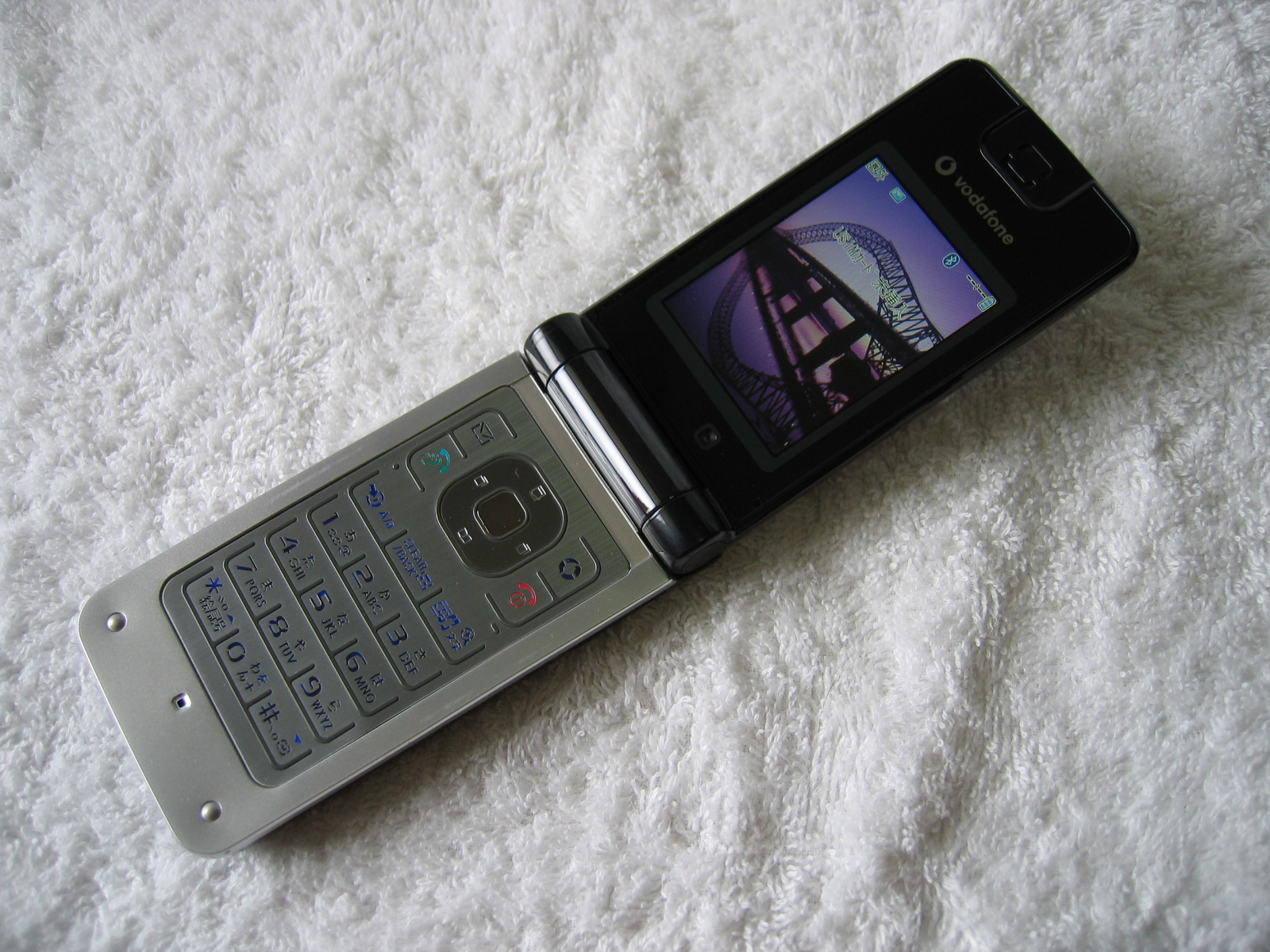
Vodafone 705SH

- Vodafone 703SH - 当時、Vodafone 3G最軽量端末。
- Vodafone 703SHf - ボーダフォン初のFeliCa対応端末
- Vodafone 705SH SLIMIA - ステンレスシートキー採用

##### NEC製
- Vodafone 703N※

##### NOKIA製
- Vodafone 702NK (Nokia 6630) - Symbian OS搭載のスマートフォン
- Vodafone 702NK II (Nokia 6680) - Symbian OS搭載のスマートフォン、ソフトバンク・オフィス・メール対応機種

いずれもスプリアス問題による技適失効のため、2015年12月1日以降日本国内では使用禁止。

##### Motorola製
- V66 - ボーダフォングローバルレンタル専用、日本及び韓国での使用は不可（海外GSM専用）
- Vodafone 702sMO - 発売から数ヶ月でカタログから消えた、いわば幻の機種。ストレートモデル。
- Vodafone 702MO - 発売から数ヶ月でカタログから消えた、いわば幻の機種。折りたたみ型。

#### 80xシリーズ
パケット方式第3世代端末でミドルレンジモデル中心のシリーズ。
メールは7xxシリーズ9xxシリーズ同様SMSとMMSに対応しており、写メールおよびムービー写メールともに対応している。MMSは300Kバイトまで対応している。
90xシリーズと比べると機能の面では劣るもののデザインを重視していたり、ミュージックケータイであったりするものが多く見られる。カメラは130万画素から320万画素程度。全機種着うた対応。2005年夏季以降の端末（803Tより）では着うたフルに対応している。

##### 東芝製
- Vodafone 803T - 音楽ケータイ。MP3・着うたフル対応

##### シャープ製
- Vodafone 802SH - スウィーベルスタイル、世界初のモバイルASV液晶「発表」端末
- Vodafone 804SH - 3G初カスタモ対応、Vodafone live! FeliCa、6軸モーションコントロールセンサー搭載

##### NEC製
- Vodafone 802N※
- Vodafone 804N - 450MBの内蔵メモリを搭載している音楽ケータイ。NEC初の着うたフル対応機

##### サムスン電子製
- Vodafone 804SS - サムスン携帯電話の日本デビュー作。厚さ14.9ミリの薄型モデル

##### ソニー・エリクソン製
- Vodafone 802SE - 日欧同時発売。ボーダフォン唯一のメモリースティックPRODuo対応端末。北欧風デザインでモーションアイ搭載。ソニー・エリクソン端末であるが、海外のV800とほぼ同じであるため、英エリクソン仕様の端末である

##### NOKIA製
- Vodafone 804NK (Nokia N71) - Symbian OS搭載のスマートフォン、2006年8月発売。S60 3rd edition搭載

スプリアス問題による技適失効のため、2015年12月1日以降日本国内では使用禁止。

#### 90xシリーズ
パケット方式第3世代端末でハイエンドモデル中心のシリーズ。
メールは7xxシリーズ8xxシリーズ同様SMSとMMSに対応しており、写メールおよびムービー写メールともに対応している。MMSは300Kバイトまで対応している。
PDCのV6シリーズよりも高性能で、他の携帯電話会社と比べても引けをとらないシリーズ。ドコモのシリーズにたとえるなら90xiシリーズに相当する。最新の機能に対応している端末が多く、販売価格もそれなりに高価である。新しい物好きの層を主なターゲットにしていると思われる。最新のサービスに真っ先に対応し、「全部入り」と呼ばれる機能が豊富な端末が多い。カメラは190万画素から320万画素程度でオートフォーカスに対応している端末が多く、デジタルカメラ顔負けである。全機種着うた対応。2005年夏季以降の端末（903SHより）では着うたフルに対応している。2006年春季以降の端末ではVodafone live! FeliCa（現S!FeliCa）（シャープ製のみモバイルSuica対応）やVodafone live! NAVI（現S!GPSナビ）などの機能が対応しているものが多い（905SHはNAVI未対応）。

##### 東芝製

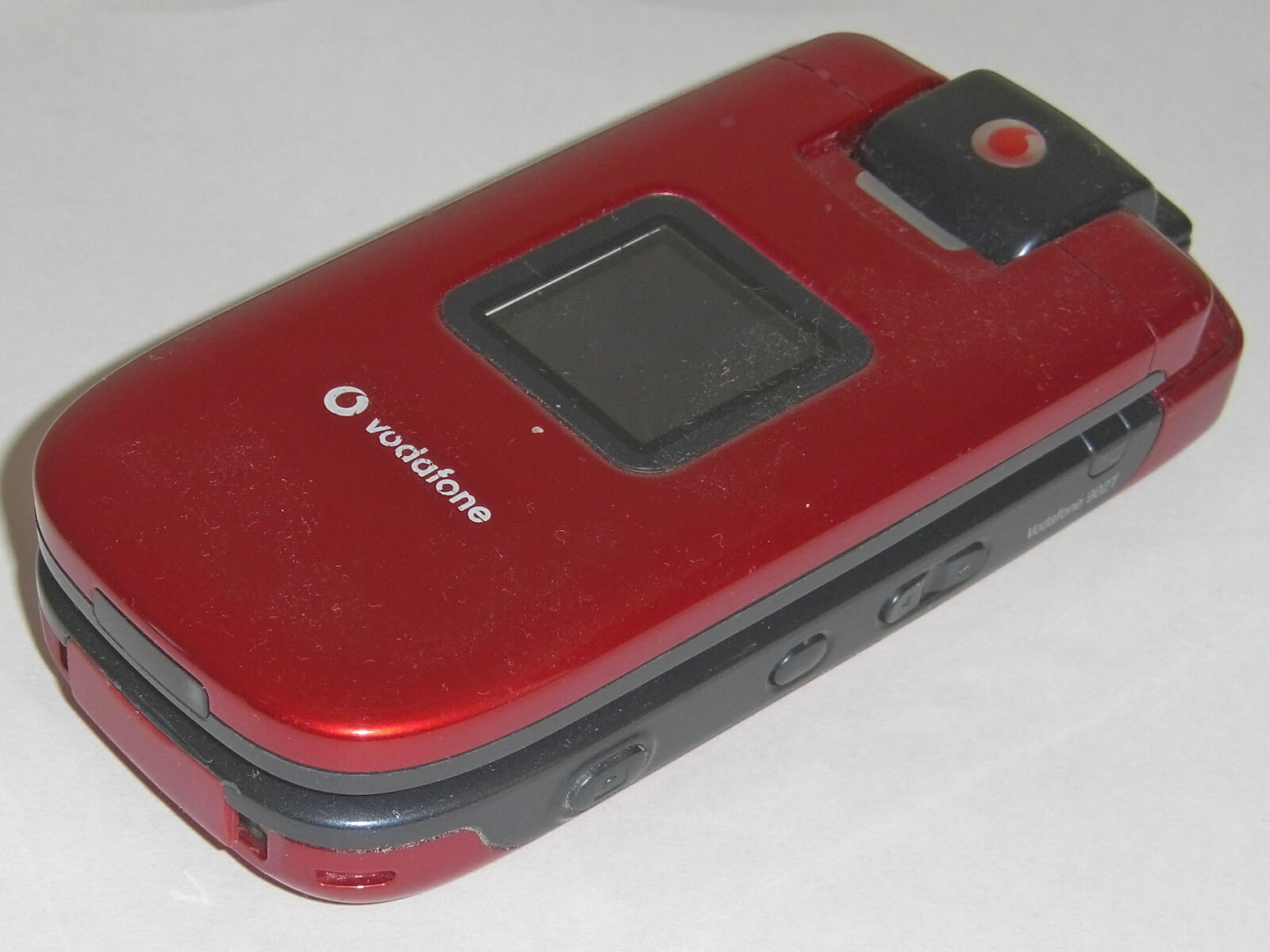
Vodafone 902T

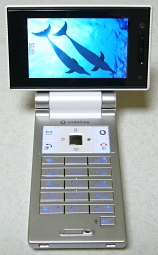
Vodafone 905SH

- Vodafone 902T - アクティブターンスタイル、64和音
- Vodafone 903T - 902Tのマイナーチェンジモデル、着うたフル、ボーダフォン初のGPS付き端末
- Vodafone 904T - グリップスタイル端末、128和音、3.2メガピクセル、Vodafone live! FeliCa、GPS搭載（緊急通報位置通知機能対応）の「全部入り」携帯

##### シャープ製
- Vodafone 902SH - スウィーベルスタイル、世界初のモバイルASV液晶「発表」端末
- Vodafone 903SH - スウィーベルスタイル、128和音、着うたフル、ボーダフォン初の3.2メガピクセルカメラ搭載端末
- Vodafone 904SH - スウィーベルスタイル、携帯初のVGA液晶搭載端末、Vodafone live! FeliCa(モバイルSuica対応)、GPS搭載、6軸モーションコントロールセンサー搭載の「究極の全部入り」携帯
- Vodafone 905SH※- 初代AQUOSケータイ、Vodafone live! FeliCa(モバイルSuica対応)、ボーダフォン時代唯一のワンセグ対応端末

## ソフトバンク端末
ソフトバンクモバイル時代の端末を含む。

### 端末の仕様表の略号
☆は法人専用端末
※はソフトバンク仕様のリモデル(ロゴとカラーのみ変更。その他、SDカードのディレクトリが異なる)
※は国外使用不可
※※は国外使用可能だがW-CDMA専用
★はプリモバイル採用端末
▼はプリモバイル専用端末
▲はBluetooth非搭載端末
QはGSMクワッドバンド対応端末
UはUMTS850(/1900)MHz対応端末
※は1.5GHz帯(band11)対応端末
※は900MHz帯(band8)対応端末
※は1900MHz帯(band2)対応端末
※は850MHz帯(band5)対応端末

### SoftBank 6-2端末（PDC）
ソフトバンクモバイルのPDC端末は304Tを除きすべてがロゴなどをソフトバンクモバイル仕様に変更したボーダフォン端末のリモデルである。ボーダフォンからソフトバンクに代わる直前に発表された304T（そのため、当初はV304Tとして発表された）を最後に新規開発は行われず、現在は生産・出荷を終了している。なお、PDCの新規受付および3GからPDCへの契約変更は、2008年3月31日をもって終了した。
SoftBank 2 シリーズはボーダフォン時代にはプリペイド専用機として販売されていたが、ソフトバンクモバイルでは通常契約（ポストペイド）/プリペイドの両方が用意される。

#### 型番法則
1桁目の数字はクラスを表し、
- 2xx・・・ローエンド（パケット通信非対応）
- 3xx・・・ローエンド（パケット通信非対応）
- 4xx・・・ミドルレンジ（パケット通信非対応）
- 5xx・・・ミドルレンジ（パケット通信対応）
- 6xx・・・ハイエンド（パケット通信対応） - Vodafoneロゴの端末しか存在しない。

となる。2xxと3xxの違いは主にポストペイド向けかプリペイド向けかの違いであり、ボーダフォン時代はポストペイドで契約できるのは3xxシリーズ以上のみであった。
2・3桁目の数字は2003年にボーダフォンに変わったときからの発売順を示し、シャープ製端末を例にとると「401SH」は1機種目の4シリーズ、「402SH」は同様に2機種目の4シリーズ・・・といったようになる。

#### 端末につけられている通称
東芝製
- シンプルフォン - 304T

#### 端末一覧
|        |    | シャープ (SH) | 東芝 (T)   |
| 2006年 | 夏 | 201SH※ 403SH※ | 304T 502T※ |

### SoftBank 3G端末
SoftBank 3Gも参照。
2017年現在、ソフトバンク従来型のシリーズ。プリモバイル端末を含むローエンドの7XX、ミドルレンジ8XX、ハイエンドの9XXに分かれていたが、2009年夏から各型番の役割がローエンドの7XX、ローエンド（実質0円ケータイ）の8XX、ミドルレンジ・ハイエンドの9XX(型番法則参照)に変更された。そのために9XXでは、端末数が以前より増えた。また、9XXは最新の機能が搭載されたり、カメラ画素数が800万画素〜1200万画素程度あるものもあるなどの全部入りもしくはそれに近いモデルのが多い。のVodafone Global Standard以来の流れから、多くの機種がGSMに対応しており、海外のW-CDMA網とGSM網でそのまま使用できる。ただし、2007年から2008年にかけての機種は日本国内専用＝国際ローミング不可の機種も少なくなかった。
また全機種で着うたフル対応。メール機能はS!メール（MMS）とSMSに対応しており、全機種メールアート機能ないしアレンジメール機能が利用できる。ボーダフォン時代の機種と同様、全機種でTVコールとS!アプリのメガアプリに対応している（ただし708SCについては横型液晶を採用しているためS!アプリには非対応）。多くの機種で電波を利用してハンズフリー通話を利用することができるBluetoothを搭載している。
最近では他業種とコラボレーション (連携) したものも多い。（812SH、707SC、815T、913SH G、821N GLA、831SH KT、HW001 KT、830SC、942SH KT、945SH Gなど）

#### 型番法則
1桁目の数字はクラスを表し、
- 7xx・・・ローエンド（PDC時代の1/2/3シリーズ相当）
- 8xx・・・ミドルレンジ（PDC時代の4/5シリーズ相当）
- 9xx・・・ハイエンド（PDC時代の6シリーズ相当）

となる。ただし、以下に記載するようにシリーズ分けの基準は数回見直されている。810、910以降の（ソフトバンクに変更後の）端末ではより多くのサービスに対応している。
2007年秋以降一旦7シリーズの発売が無くなり（そのため71x/72xという型番は存在しない）、再び発売された2008年秋モデルからは7xxシリーズはプリモバイル端末などの小型・低機能な端末のみに割り振られ、2009年春まで、8xxシリーズは従来の8xxシリーズの流れをくむモデルに加えて以前の7xxシリーズの後継である830SH/830P/820Nなどの一般的なローエンド端末も割り振られていたため機種数が最も多かった。
その後、2009年夏モデルからはハイエンド端末の売れ行き悪化により再び基準が見直され、7xxシリーズは引き続きプリペイド向け/専用及び音声通話専用端末、8xxシリーズは以前の7xxシリーズ相当のローエンドモデルのみに割り振られ（ほぼ全てが実質0円機種）、9xxシリーズが以前の8xxシリーズ相当のミドルレンジモデル（935SH/942SH等）と以前の9xxシリーズ相当のハイエンドモデル（933SH/931P/931N等）の2系統（実質0円機種以外）に割り振られるようになった。そのため、再び8xxシリーズの機種数が減り9xxシリーズが増えている。
2桁目の数字は開発年度を示しており、毎年10月を境に繰り上がるようになっている（一部例外あり）。ただし、基本的に最新機能に対応しないためか70xシリーズは例外で2007年度までボーダフォン時の「70x」のままであった。
- 70x/80x/90xシリーズ・・・Vodafoneモデルのリモデル版（70xシリーズは705SH/705Tのみリモデル版）
- 70x/81x/91xシリーズ・・・2006/10〜2007/9（805SCを除く）
- 82x/92xシリーズ・・・2007/10〜2008/9（この世代は7xxシリーズ発売なし）
- 73x/83x/93xシリーズ・・・2008/10〜2009/9
- 74x/84x/94xシリーズ・・・2009/06〜（74xシリーズは当初83x/93xと並行、84x/94xは2009/11〜）

3桁目の数字は年度内での発売順を示し、シャープ製端末を例にとると「830SH」は2009年度の1機種目の8シリーズ、「831SH」は同様に2009年度の2機種目の8シリーズ・・・といったようになる。ただし、70xシリーズは例外的に「0」ではなく「5」からのスタートとなっている。（704まではボーダフォン時代に開発された端末であるため。）
その後、2010年冬モデルより、KDDIの2009年冬モデル以降同様、通し番号による型番に改められることになり、シャープであれば、SoftBank 0xxSHのような形になることになった。なお、従来のXシリーズ相当の端末にも同様の法則が適用される。なお、KDDIとは異なり、年度ごとに百の位が1ずつ繰り上がる。

##### 上記以外の型番法則
- 「-s」 - シャープ製端末のGENTシリーズに共通してつけられている。これとは別に、デジタルフォトフレームシリーズ内に「-S」とつくシリーズがあるが、この場合の「S」は大文字で、GENTシリーズの方には小文字が用いられる。（例：812SH s）
- 「-G」 - 創通・サンライズ監修、バンダイ全面協力で開発されたガンダムケータイに共通につけられている。（例：913SH G）
- 「-II」 - すでに販売されている端末の一部機能、性能を変更して改めて販売された端末につけられている。「II」は2代目の意味を表す。（例：707SCII）
- 「-x」 - すでに販売されている端末の一部機能、性能を変更して改めて販売された端末につけられている。現在1機種のみ存在する。（例：705Px）
- 「-for Biz（-eと表すこともある）」 - 一般ユーザー向けに開発された端末を法人向けに一部機能を変更して発売される端末につけられている。（例：813SH for Biz、もしくは813SHe）
- 「-KT」 - ハローキティとのコラボレーションモデル。（例：831SH KT）
- 「-YK」 - 「株ケータイ」と称される端末につけられる。現在1機種のみ存在する。（例：920SH YK）
- 「-PB」 - ケータイ捜査官7とのコラボーレーションモデル「フォンブレイバー」につけられている。現在1機種のみ存在する。（例：815T PB）
- 「-GLA」 - 女性ファッション雑誌「GLAMOROUS」とのコラボレーションモデルにつけられている。現在1機種のみ存在する。（例：821N GLA）
- 「-PJ」 - 女性ブランド「PAUL & JOE」とのコラボレーションモデル。現在1機種のみ存在する（例：004SH PJ）

#### 端末につけられている通称
シャープ製

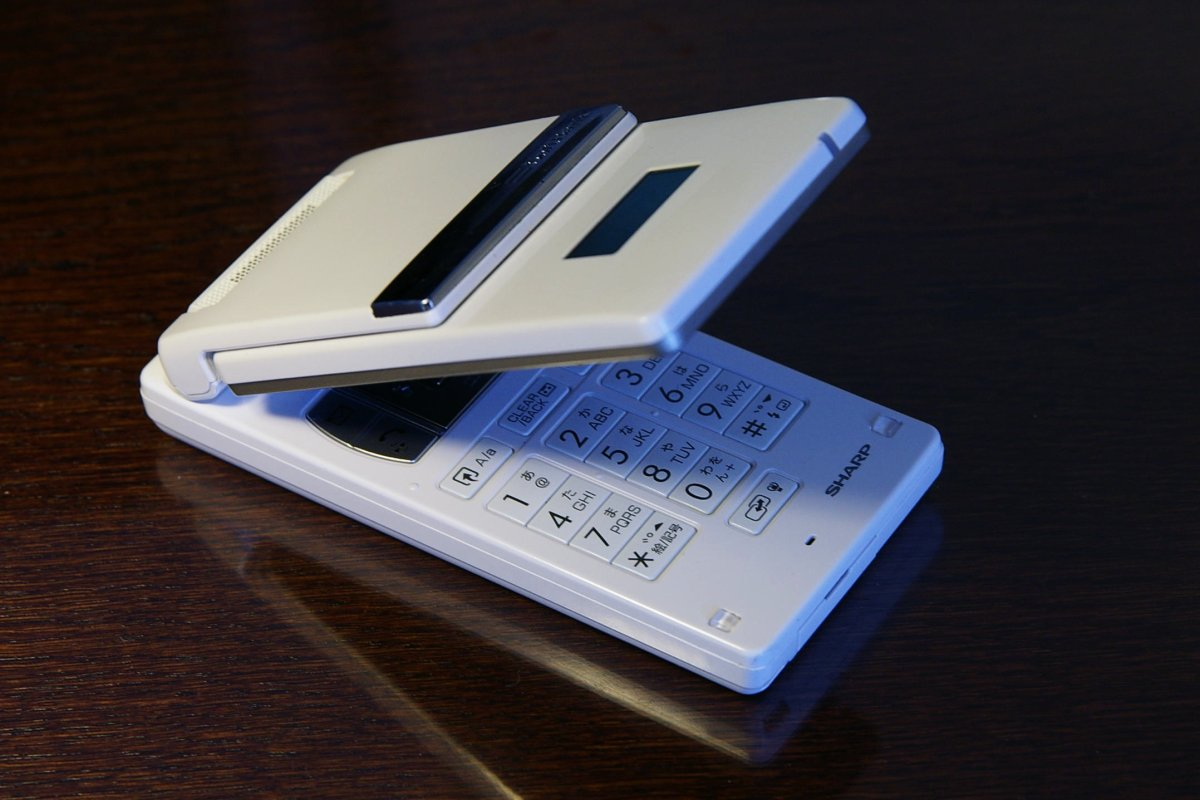
911SH

- かんたん携帯 - 843SH・008SH・108SH - 高齢者向けの簡単機能満載のシリーズ。東芝、NEC、ZTEからも発売されているシリーズ。
- PANTONEケータイ - 812SH（24色）・825SH(PANTONE SLIDE・8色)・830SH(NEW PANTONE・15色)・001SH(3・10色)・105SH（4・8色） - カラーバリエーションにこだわったシリーズ。2012年夏からはスマートフォンでもシリーズ化。
- Jelly Beans - 840SH（7色） - 上記同様。カラフルなお菓子のJelly Beansがモチーフ。
- GENT - 812SHs・812SHs II・830SHs・831SHs・832SHs・841SHs - 使いやすさを求めた熟年層をターゲットとしたシリーズ。共通して端末名の最後に「-s」と付く。
- THE PREMIUM - 820SH・821SH・823SH(TEXTURE)・824SH(WATERPROOF)・935SH(WATERPROOF)・942SH(5)・841SH(6 WATERPROOF)・004SH(7 WATERPROOF)・109SH(9 WATERPROOF)・301SH(10 WATERPROOF) - 外装の質感にこだわったシリーズ。
- AQUOSケータイ - 905SH・911SH・912SH・920SH・822SH・923SH・932SH・943SH - 液晶テレビのブランド「AQUOS」をケータイに搭載したサイクロイド型シリーズ。
- AQUOSケータイ FULL TOUCH - 931SH・941SH - スライド型のHXGAの大きな液晶にタッチパネルを搭載したシリーズ。
- 株ケータイ  - 920SH YK - 株取引をケータイから簡単に行えるシリーズ。
- FULLFACE - 913SH・921SH(2) - フルスライダーシリーズ。AQUOSケータイ FULL TOUCHシリーズの前身。
- インターネットマシン - 922SH - 2WayスタイルとQWERTYキーボードを搭載したシリーズ。
- AQUOS SHOT - 933SH・940SH・945SH・002SH - カメラ1000万画素以上、メインディスプレイ3.3インチ以上の条件を持つ2軸回転型ケータイ。カメラ・液晶共に最高峰の意味を込められたシリーズ。
- mirumo - 934SH・944SH(2) - 3.0インチのサブディスプレイを搭載したシリーズ。
- SOLER HYBRID - 936SH・842SH - ソーラーパネルを搭載し、太陽光発電が行えるシリーズ。

東芝製
- コドモバイル - 812T・820T - こどもの安心機能を充実させたシリーズ。NECからも発売されているシリーズ。
- かんたん携帯 - 821T・832T - 高齢者向けの簡単機能満載のシリーズ。シャープ、NEC、ZTEからも発売されているシリーズ。
- fan fun. - 815T・830T(2)・831T(petit) - 外装部分を自分なりにコーディネートできるシリーズ。
- REGZAケータイ - 921T - 液晶テレビ「REGZA」をケータイに搭載したシリーズ。

NEC製
- かんたん携帯 - 831N - 高齢者向けの簡単機能満載のシリーズ。シャープ、東芝、ZTEからも発売されているシリーズ。
- コドモバイル - 740N - こどもの安心機能を充実させたシリーズ。東芝からも発売されているシリーズ。

パナソニック製
- MIRЯOR - 821P・824P(II) - 外装を鏡のようにしたデザインのシリーズ。
- Tropical - 823P - 防水機能搭載を強調するようなシリーズ。
- COLER LIFE - 840P(15色)・002P(2・15色)・103P(3・8色)・301P(4 WATER PROOF・8色) - カラーバリエーションにこだわったシリーズ。
- VIERAケータイ - 920P・921P・930P・931P・940P・941P・942P - 液晶テレビ「VIERA」をケータイに搭載したシリーズ。
- LUMIX Phone - 001P - デジカメ「LUMIX」を搭載したシリーズ。

サムスン電子製
- PHOTOS - 920SC - 高機能カメラを搭載したシリーズ。
- OMNIA - 930SC・931SC(POP)・940SC(VISION) - 世界各国で販売されている全面タッチパネルシリーズ。
- AQUA STYLE - 840SC・001SC - サムスン電子の防水シリーズ。

カシオ製
- EXILIMケータイ - 930CA - デジカメ「EXILIM」を搭載したシリーズ。

ZTE製
- かんたん携帯 - 840Z - 高齢者向けの簡単機能満載のシリーズ。シャープ、東芝、NECからも発売されているシリーズ。

#### 端末一覧
|        |      | ZTE (Z→ZT)          | カシオ (CA)               | NEC→ NECカシオ (N)                 | ノキア (NK)               | パナソニック (P→PM)                                       | サムスン (SC)                              | シャープ (SH) | 東芝 (T)                                                                                              |
| 2006年 | 夏   |                     |                           |                                    |                           |                                                           |                                            | 705SH※ 904SH※ 905SH※ (AQUOSケータイ) | 705T※ 803T※ 904T※                                                                                     |
| 2006年 | 秋冬 |                     |                           | 705N 804N※                         | 705NKQ （スマートフォン） | 705P                                                      | 705SC 706SC 707SC (XS) 709SC               | 810SH 811SH 910SH 911SH※ (AQUOSケータイ) | 810T 811T▲ 910T                                                                                       |
| 2007年 | 春   |                     |                           | 706N                               |                           | 706P                                                      | 708SC 707SC II★                            | 812SH (PANTONEケータイ) ホークスケータイ 812SH 813SH 813SH for Biz☆                                                                                                | 812T▲※ (コドモバイル) 813T▲ 911T※                                                                     |
| 2007年 | 夏   |                     |                           |                                    |                           | 705Px★ 810P                                               | 805SC※                                     | 812SHs (GENT) 814SH 815SH 816SH 912SH※ (AQUOSケータイ) 913SH※ (FULLFACE)                                                                                           | 814T▲※ 815T▲※ (fanfun.) 912T※                                                                         |
| 2007年 | 秋冬 |                     |                           |                                    |                           | 820P 821P (MIRЯOR)                                        | 920SC (PHOTOS)                             | 812SHs II (GENT) 820SH※ (THE PREMIUM) 821SH※ (THE PREMIUM) 822SH▲※ (AQUOSケータイ) 913SH G TYPE-CHAR※ (シャア専用ケータイ) 920SH (AQUOSケータイ)                   | 920T※                                                                                                 |
| 2008年 | 春   |                     |                           |                                    |                           | 920P (VIERAケータイ) 822P★                                | 820SC 821SC※★                              | 921SH※ (FULLFACE2) 922SH (インターネットマシン) 823SH※ (THE PREMIUM TEXTURE) 920SH YK (株ケータイ)                                                                 | 921T※ (REGZAケータイ) 820T▲※ (コドモバイル) 821T▲※ (かんたん携帯) 822T▲※ 815T PB▲※ (フォンブレイバー) |
| 2008年 | 夏   |                     |                           | 820N▲※※ 821N▲※※ 821N GLA▲※※        |                           | 823P※※ (Tropical) 824P※※ (MIRЯOR II) 921P (VIERAケータイ) |                                            | 824SH (THE PREMIUM WATERPROOF) 825SH (PANTONE Slide) 923SH (AQUOSケータイ)                                                                                         | 823T※※ 824T※※                                                                                         |
| 2008年 | 秋冬 |                     | 830CA▲※※                  |                                    |                           | 830P▲                                                     | 730SC※▼▲ (プリモバイル) 930SC (OMNIA)      | 830SH▲ (NEW PANTONE) 830SHs▲ (GENT) 930SH 931SH (AQUOSケータイ FULLTOUCH)                                                                                          | 830T (fanfun.2) 831T※ (fanfun.petit)                                                                  |
| 2009年 | 春   |                     | 930CA▲※※ (EXILIMケータイ) | 830N※※                             |                           | 831P▲ 930P (VIERAケータイ)                                | 731SC▲※                                    | 831SH▲ 831SH KT▲ (ハローキティケータイ) 830SHe(for Biz)☆▲※※ 932SH (AQUOSケータイ)                                                                                  | |
| 2009年 | 夏   |                     |                           | 831N▲※※ (かんたん携帯) 930NQU 931N |                           | 832P▲QU 931P (VIERAケータイ)                              | 830SC (NIGHT EFFECT) 931SC （OMNIA POP）QU | 831SH s▲QU 832SH▲ 933SH (AQUOS SHOT)QU 934SH (mirumo)QU 935SH (THE PREMIUM WATERPROOF) 936SH (SOLAR HYBRID)                                                        | 832T※ (かんたん携帯)                                                                                  |
| 2009年 | 秋   |                     |                           |                                    |                           |                                                           | 740SC▲★                                    | 832SH s▲(GENT) | |
| 2009年 | 冬   |                     |                           | 940N                               |                           | 840P▲ （COLOR LIFE） 940P （VIERAケータイ）               | 940SC （OMNIA VISION）                     | 940SH （AQUOS SHOT） 941SH （AQUOSケータイ FULLTOUCH） | |
| 2010年 | 春   |                     |                           | 740N▲※ （コドモバイル） 741N▲※     |                           | 840Pe(for Biz)▲ 841P▲ 941P※ （VIERAケータイ）             |                                            | 840SH▲※ （Jelly Beans） 942SH※ (THE PREMIUM5) 942SH KT※ (ハローキティケータイ) 943SH※ （AQUOSケータイ）                                                            | |
| 2010年 | 夏   | 840Z (かんたん携帯) |                           | 840N 841N                          |                           | 842P 942P （VIERAケータイ）                               | 840SC （AQUA STYLE） 941SC                 | 841SH (THE PREMIUM6 WATERPROOF) 841SHs （GENT） 842SH (SOLAR HYBRID) 843SH (かんたん携帯) 944SH (mirumo2) 945SH (AQUOS SHOT) 945SH G Ver.GP30th (ガンプラケータイ) | |
| 2010年 | 秋   |                     |                           |                                    |                           |                                                           |                                            | 001SH (PANTONE 3) | |
| 2010年 | 冬   |                     |                           | 001N                               |                           | 001P (LUMIX Phone) 002P (COLOR LIFE2) 002P for Biz        | 001SC （AQUA STYLE）                       | 002SH (AQUOS SHOT) 004SH (THE PREMIUM7 WATERPROOF) 004SH PJ (PAUL & JOE)                                                                                           | |
| 2011年 | 夏   |                     |                           |                                    |                           |                                                           |                                            | 008SH (かんたん携帯) | |
| 2012年 | 春   |                     |                           |                                    |                           |                                                           |                                            | 105SH (PANTONE 4) | |
| 2012年 | 夏   |                     |                           |                                    |                           | 103P※ (COLOR LIFE 3)                                      |                                            | 108SH (かんたん携帯) 109SH (THE PREMIUM9 WATERPROOF) | |
| 2012年 | 冬   |                     |                           |                                    |                           |                                                           |                                            | 202SH (PANTONE WATERPROOF) 202SH for Biz | |
| 2013年 | 冬   |                     |                           |                                    |                           |                                                           |                                            | 301SH (THE PREMIUM10 WATERPROOF) | |
| 2014年 | 春   |                     |                           |                                    |                           | 301P※ (COLOR LIFE 4 WATERPROOF)                           |                                            | | |
| 2015年 | 夏   | かんたん携帯8※      |                           |                                    |                           | COLOR LIFE 5 WATERPROOF※                                  |                                            | | |

※ノキアは2008年秋冬モデル発表後、日本での事業から撤退。

※※カシオは2008年秋冬モデル端末、830CA発表により参入。

※※※ZTEは2010年夏モデル端末、840Z発表により参入。

#### ソフトバンク海外レンタル端末
Motorola製
- V66 - 日本及び韓国での使用は不可（海外GSM専用）

### 4Gケータイ端末
いわゆる、ガラホと呼ばれるAndroid OSを用いたフィーチャーフォン。初号機であるAQUOS ケータイは、LTE非対応であるため、商業上名乗ってよいとされる4G端末ですらないが、便宜上ここに含まれている(カタログなどの分類上も「4Gケータイ/AQUOSケータイ」と括られたり、プランやオプション名にもfor 4Gケータイと名付けられるなど、同じ括りにされている)。なお、USIMカードもSoftBank 3Gでは使用されていないnanoサイズを採用している(SoftBank 3Gは標準サイズのみであり、本通信用のカードそのものも、スマホ用とはさらに別のカードが採用されている)。
|        |                 | シャープ (SH)                 | 京セラ (KC)    |
| 2015年 | 冬春            | AQUOS ケータイ× かんたん携帯9 | DIGNO ケータイ |
| 2016年 | 冬春            | AQUOS ケータイ× かんたん携帯9 | DIGNO ケータイ |
| 夏     |                 | DIGNO ケータイ for Biz        |                |
| 冬春   | AQUOS ケータイ2 |                               |                |
| 冬春   | AQUOS ケータイ2 | 2017年                        |                |

×は、LTE通信非対応。

### SoftBank スマートフォン端末（旧SoftBank X端末/グローバルモデル）
SoftBank Xも参照。
スマートフォン及びPocket PCのシリーズ。全て3G端末。
各種アプリケーションをユーザ自身がインストールし利用することができる。
「パケットし放題 for スマートフォン」「パケットし放題フラット」「パケット定額Biz（ブループラン用、新規受け付け終了）」などで定額適用の対象の「PCサイトダイレクト」機能によるインターネット接続が可能で、ユーザがインストールしたアプリでの通信についても PC サイトダイレクトでの接続であれば定額となる（「パケットし放題」「パケットし放題S」でも定額利用可能だが上記よりも上限額が高額になる。）。
Webアクセスには IEブラウザ（Windows Mobile 端末）や Nokia Web Browser（Nokia 製端末）、Opera Mobile（X01Tにはプリインストール済み）を使用できるが、ポータルサービスYahoo!ケータイへの接続および公式メニューは利用できない（TVコール（一部機種）及びS!ミュージックコネクトのみ対応）
（My SoftBank での、料金確認やメール設定変更についても X シリーズ専用のページを使用）。
また、Windows Mobile 機では S!メール（MMS）は専用アプリを入れることにより対応する（SMSはそのまま対応している）。
なお、MMS に拘らないならば、通常のPOP3メールおよびDirect Pushには対応しており、それらの利用も可能。
全機種世界対応ケータイである。
2010年冬モデルから全シリーズ合わせて通す、新しい型番になった。
- iPhone 3G

iPhoneを参照。

#### 端末につけられている通称
HTC製

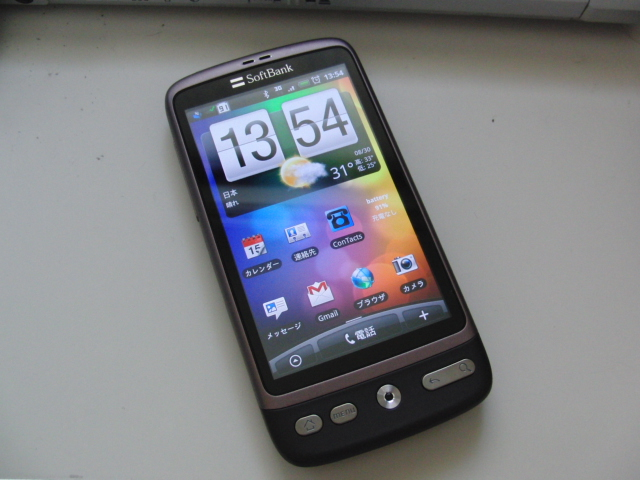
X06HT

- TOUCH DIAMOND - X04HT - 世界各国で販売されているWindows Mobile搭載のタッチパネルシリーズ。
- TOUCH PRO - X05HT - 世界各国で販売されているWindows Mobile搭載のQWERTY配列キー付きのタッチパネルシリーズ。
- HTC Desire - X06HT・X06HTII - HTCが世界各国で販売しているAndroidを搭載したシリーズ。
- HTC Desire HD - 001HT - HTCが世界各国で販売しているAndroidを搭載したシリーズで、HTC Desireの後継機。

東芝製
- dynapocket - X02T - 全画面フルタッチ操作のWindows Mobileを搭載したシリーズ。

シャープ製

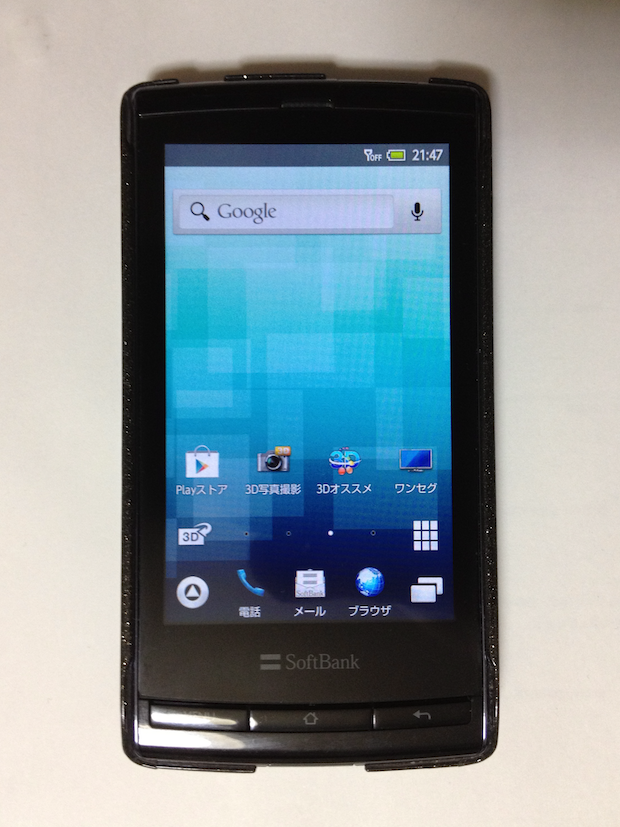
003SH

- GALAPAGOS - 003SH・005SH - 3D液晶を搭載したAndroidシリーズ。シャープ製電子書籍端末にも同名がつけられている。
- AQUOS PHONE／AQUOS - 006SH・007SH(THE HYBRID)・007SH J(THE HYBRID)・009SH(THE PREMIUM)・101SH(THE HYBRID)・102SH・103SH・104SH・106SH(Xx)・203SH(Xx)・205SH(ss)・206SH(Xx)・302SH(Xx)・303SH(Xx mini)・304SH(Xx) - SHARP製スマートフォンのブランド。304SH以降は同社のAV機器と同じAQUOSに統一されている。
- Yahoo!Phone - 009SH Y - Yahoo!JAPAN独自のアプリケーション「Yahoo!ホーム」を搭載したモデル。今後シリーズ化の予定。
- PANTONE - 107SH(5・8色)・200SH(6・25色) - カラーバリエーションにこだわったシリーズ。フィーチャーフォンでもシリーズ化。
- ボス電 - 107SH B - サントリーフーズのBOSSとコラボレーションしたモデル。
- シンプルスマホ - 204SH - 高齢者向けスマートフォン。シンプルスマートフォンの後継機種に当たる。

パナソニック製
- Sweety - 003P - 女性向けスマートフォン
- LUMIX Phone - 101P -デジカメ「LUMIX」を搭載したシリーズ。過去にはフィーチャーフォンからもこのシリーズの端末が販売された。

NECカシオ製
- MEDIAS - 101N(CH) - NECカシオ製（NECブランド）スマートフォンのブランド。

京セラ製
- DIGNO - 202K(R) - 京セラ製スマートフォンのブランド。
- HONEY BEE - 101K・201K - WILLCOMのPHSシリーズHONEY BEEの世界観を継承したスマートフォン

ファーウェイ製
- Vision - 007HW - 海外で販売されている「Huawei Vision」に由来
- STREAM - 201HW - 海外で販売されている「HUAWEI Ascend P1 lte」を日本向けに一部改良したモデル

ZTE製
- Libero - 003Z - 海外で販売されている「ZTE Blade」を日本向けに改良したモデル
- シンプルスマートフォン - 008Z - 初心者向けの簡単機能満載のシリーズ。
- STAR7 - 009Z - カラーバリエーションにこだわったシリーズ。3GではPANTONEシリーズやCOLOR LIFEシリーズがある。

Dell製
- Dell Streak - 001DL・101DL(PRO) - 海外で販売されているDell製のAndroid搭載端末。001DLは電話機機能付きタブレットで、101DLはスマートフォン。

富士通モバイル製
- ARROWS - 101F(A)・201F(A)・202F(A)・301F(A) - 富士通製・富士通モバイル製スマートフォンのブランド。

モトローラ・モビリティ製
- Motorola RAZR - 201M(M) - モトローラ・モビリティ製薄型携帯電話（スマートフォンを含む）のブランド『Motorola RAZR』シリーズ。モトローラ時代から続くシリーズである。

#### SoftBank 3Gのスマートフォン端末一覧
|        |      | Apple (i)                 | デル (DL)               | HTC (HT)                                  | ノキア (NK) | サムスン (SC) | ファーウエイ (HW)                  | ZTE (Z)                       | 東芝→富士通モバイル (T→F) | シャープ (SH) | パナソニック (P)   | NEC (N)          | 京セラ (K)       |
| 2006年 | 秋冬 |                           |                         | X01HTQU                                   |             |               |                                    |                               |                           | |                    |                  |                  |
| 2007年 | 春   |                           |                         |                                           | X01NK☆Q     |               |                                    |                               |                           | |                    |                  |                  |
| 2007年 | 夏   |                           |                         | X02HTQU                                   |             |               |                                    |                               |                           | |                    |                  |                  |
| 2007年 | 秋冬 |                           |                         |                                           |             |               |                                    |                               | X01T                      | |                    |                  |                  |
| 2008年 | 春   |                           |                         | X03HTQU                                   | X02NKQ      |               |                                    |                               |                           | |                    |                  |                  |
| 2008年 | 夏   | iPhone 3G 8G/16G QU       |                         |                                           |             |               |                                    |                               |                           | |                    |                  |                  |
| 2008年 | 秋冬 |                           |                         | X04HT (TOUCH DIAMOND) X05HT (TOUCH PRO)QU | Nokia N82Q  |               |                                    |                               |                           | |                    |                  |                  |
| 2009年 | 春   |                           |                         |                                           |             |               |                                    |                               |                           | |                    |                  |                  |
| 2009年 | 夏   | iPhone 3GS 16G/32G QU     |                         |                                           |             |               |                                    |                               |                           | |                    |                  |                  |
| 2009年 | 秋冬 |                           |                         |                                           |             | X01SC         |                                    |                               | X02T (dynapocket)         | |                    |                  |                  |
| 2010年 | 春   |                           |                         | X06HT (HTC Desire)                        |             |               |                                    |                               |                           | |                    |                  |                  |
| 2010年 | 夏   | iPhone 4 16G/32G QU       |                         |                                           |             |               |                                    |                               |                           | |                    |                  |                  |
| 2010年 | 秋   |                           |                         | X06HTII (HTC Desire)                      |             |               |                                    |                               |                           | |                    |                  |                  |
| 2010年 | 冬   |                           | 001DL (DELL Streak)     | 001HT (HTC Desire HD)                     |             |               |                                    | 003Z (Libero)                 |                           | 003SH (GALAPAGOS) 005SH (GALAPAGOS) |                    |                  |                  |
| 2011年 | 夏   |                           |                         |                                           |             |               | 007HW (Vision)                     | 008Z (シンプルスマートフォン) |                           | 006SH (AQUOS PHONE) 007SH (AQUOS PHONE THE HYBRID) 007SH J (AQUOS PHONE THE HYBRID) 009SH (AQUOS PHONE THE PREMIUM) 009SH Y (Yahoo! Phone) | 003P (Sweety)      |                  |                  |
| 2011年 | 秋   | iPhone 4S 16G/32G/64G QU※ |                         |                                           |             |               |                                    | 009Z (STAR7)                  |                           | 101SH (AQUOS PHONE THE HYBRID) | 101P (LUMIX Phone) |                  |                  |
| 2011年 | 冬   |                           |                         |                                           |             |               |                                    |                               |                           | 102SH (AQUOS PHONE) |                    |                  |                  |
| 2012年 | 春   |                           | 101DL (Dell Streak Pro) |                                           |             |               |                                    |                               |                           | 103SH (AQUOS PHONE) 104SH (AQUOS PHONE) |                    | 101N (MEDIAS CH) | 101K (HONEY BEE) |
| 2012年 | 夏   |                           |                         |                                           |             |               |                                    |                               | 101F (ARROWS A)           | 102SHII (AQUOS PHONE) 106SH (AQUOS PHONE Xx) 107SH (PANTONE 5) 107SH B (ボス電)                                                            |                    |                  |                  |
| 2013年 | 夏   |                           |                         |                                           |             |               | 204HW (あんしんファミリーケータイ) |                               |                           | 204SH (シンプルスマホ／アシストスマホ) |                    |                  |                  |

#### SoftBank 4G/4G LTEのスマートフォン端末一覧

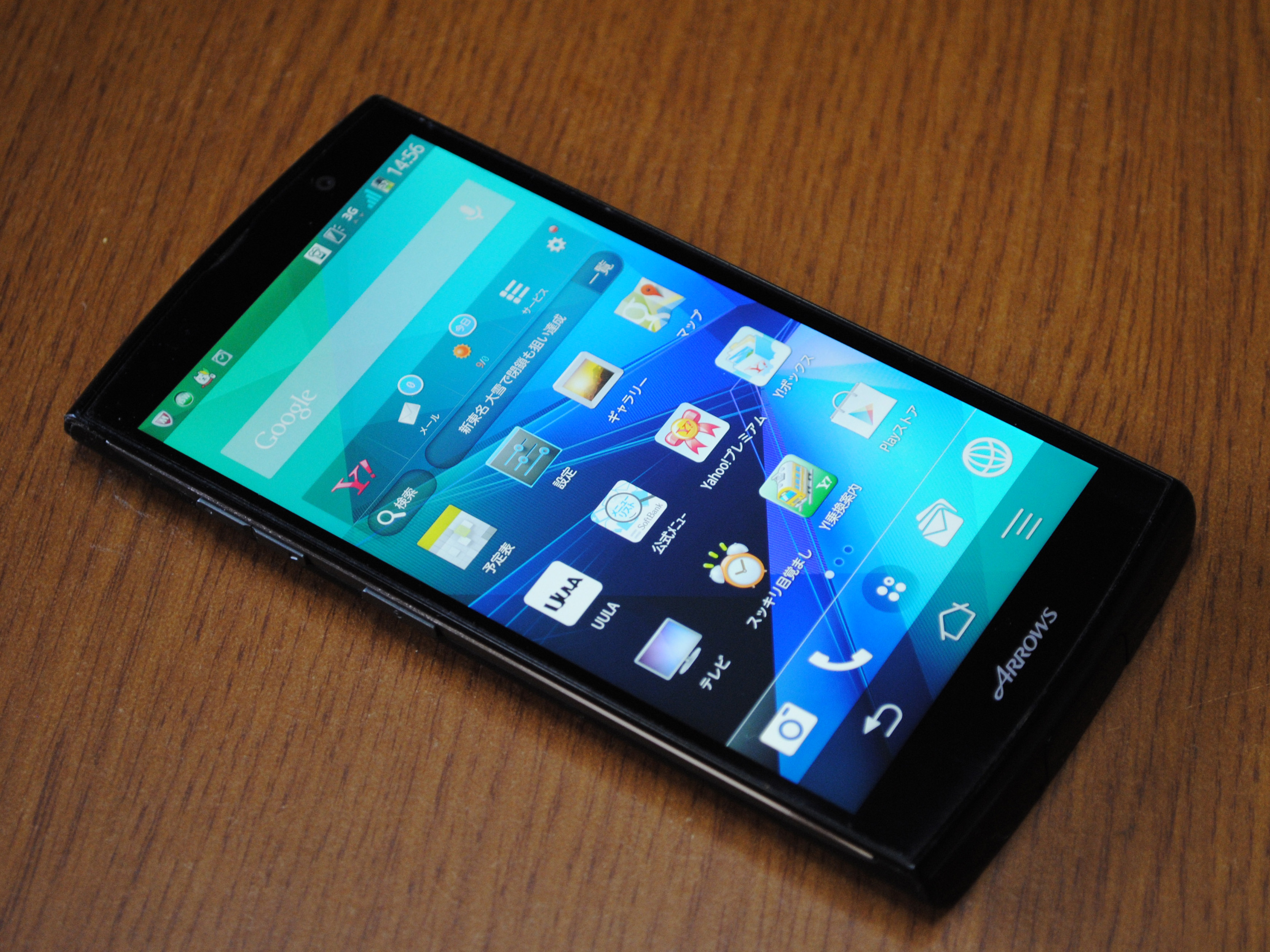
202F

現在、SoftBankはWireless City Planningが提供するAXGP網を利用した、SoftBankのMVNO型データ通信サービスのSoftBank 4G、SoftBankの提供するFDD-LTE方式のLTEを使用したデータ通信サービスのSoftBank 4G LTEを主軸としてスマートフォンを展開している。また、上記2つに対応したデータ通信サービスのHybrid 4G LTEも展開されている。
|        |                                    | Apple (i)                        | Google                                  | ファーウェイ (HW)                                    | シャープ (SH)                              | 京セラ (K→KC)     | 富士通モバイル (F) | モトローラ (M)        | ソニーモバイル (SO) | サムスン電子 (SC) | HTC (HT) |
| 2012年 | 秋冬                               | iPhone 5◆                        |                                         |                                                      |                                            |                   |                    |                       |                     |                   |          |
| 2012年 | 冬春                               |                                  |                                         | 201HW● (STREAM)                                      | 200SH● (PANTONE 6) 203SH● (AQUOS PHONE Xx) | 201K● (HONEY BEE) | 201F● (ARROWS A)   | 201M● (RAZR M)        |                     |                   |          |
| 2013年 | 冬春                               |                                  |                                         | 201HW● (STREAM)                                      | 200SH● (PANTONE 6) 203SH● (AQUOS PHONE Xx) | 201K● (HONEY BEE) | 201F● (ARROWS A)   | 201M● (RAZR M)        |                     |                   |          |
| 夏     |                                    |                                  |                                         | 205SH● (AQUOS PHONE ss) 206SH● (AQUOS PHONE Xx)      | 202K● (DIGNO R)                            | 202F● (ARROWS A)  |                    |                       |                     |                   |          |
| 秋     | iPhone 5s◆ iPhone 5c◆              |                                  |                                         |                                                      |                                            |                   |                    |                       |                     |                   |          |
| 冬春   |                                    |                                  |                                         | 302SH★ (AQUOS PHONE Xx) 303SH★ (AQUOS PHONE Xx mini) |                                            | 301F★ (ARROWS A)  |                    |                       |                     |                   |          |
| 冬春   | 2014年                             |                                  |                                         | 302SH★ (AQUOS PHONE Xx) 303SH★ (AQUOS PHONE Xx mini) |                                            | 301F★ (ARROWS A)  |                    |                       |                     |                   |          |
| 夏     |                                    |                                  |                                         | 304SH★ (AQUOS Xx) AQUOS CRYSTAL★                     |                                            |                   |                    |                       |                     |                   |          |
| 秋     | iPhone 6★ iPhone 6 Plus★           |                                  |                                         |                                                      |                                            |                   |                    |                       |                     |                   |          |
| 冬春   |                                    |                                  |                                         | シンプルスマホ2★ AQUOS CRYSTAL X★                    | DIGNO U★                                   |                   |                    | Xperia Z3★            |                     |                   |          |
| 冬春   | 2015年                             |                                  |                                         | シンプルスマホ2★ AQUOS CRYSTAL X★                    | DIGNO U★                                   |                   |                    | Xperia Z3★            |                     |                   |          |
| 夏     |                                    |                                  |                                         | AQUOS CRYSTAL 2★ AQUOS Xx★                           |                                            |                   |                    | Xperia Z4★            | Galaxy S6 edge★     |                   |          |
| 秋     | iPhone 6s★ iPhone 6s Plus★         |                                  |                                         |                                                      |                                            |                   |                    |                       |                     |                   |          |
| 冬春   |                                    |                                  |                                         | AQUOS Xx2★ AQUOS Xx2 mini★                           |                                            |                   |                    | Xperia Z5★            |                     |                   |          |
| 冬春   | 2016年                             |                                  |                                         | AQUOS Xx2★ AQUOS Xx2 mini★                           |                                            |                   |                    | Xperia Z5★            |                     |                   |          |
| 春     | iPhone SE★                         |                                  |                                         |                                                      |                                            |                   |                    |                       |                     |                   |          |
| 夏     |                                    |                                  |                                         | AQUOS Xx3★                                           | DIGNO F★                                   |                   |                    | Xperia X Performance★ |                     |                   |          |
| 秋     | iPhone 7★ iPhone 7 Plus★           |                                  |                                         | シンプルスマホ3★                                     |                                            |                   |                    |                       |                     |                   |          |
| 冬春   |                                    |                                  |                                         | STAR WARS mobile★ AQUOS Xx3 mini★                    |                                            |                   |                    | Xperia XZ★            |                     |                   |          |
| 冬春   | 2017年                             |                                  |                                         | STAR WARS mobile★ AQUOS Xx3 mini★                    |                                            |                   |                    | Xperia XZ★            |                     |                   |          |
| 夏     |                                    |                                  |                                         | AQUOS R★                                             | DIGNO G★                                   |                   |                    | Xperia XZs★           |                     | HTC U11★          |          |
| 秋     | iPhone 8★ iPhone 8 Plus★ iPhone X★ |                                  |                                         |                                                      |                                            |                   |                    |                       |                     |                   |          |
| 冬春   |                                    |                                  |                                         | AQUOS R compact★                                     |                                            |                   |                    | Xperia XZ1★           |                     |                   |          |
| 冬春   | 2018年                             |                                  |                                         | AQUOS R compact★                                     |                                            |                   |                    | Xperia XZ1★           |                     |                   |          |
| 夏     |                                    |                                  | HUAWEI Mate 10 Pro★ HUAWEI nova lite 2★ | AQUOS R2★                                            | DIGNO J★                                   |                   |                    | Xperia XZ2★           |                     |                   |          |
|        | 秋                                 | iPhone XR iPhone Xs iPhone Xs Ma | Google Pixel 3 Google Pixel 3 XL        |                                                      |                                            |                   |                    |                       |                     |                   |          |
| 2019   |                                    |                                  |                                         |                                                      |                                            |                   |                    |                       |                     |                   |          |
| 2020年 |                                    | iPhone SE (第2世代)              | Google Pixel 4a                         |                                                      |                                            |                   |                    |                       |                     |                   |          |

※●…SoftBank 4G
◆…SoftBank 4G LTE
★…Hybrid 4G LTE

#### SoftBank 5G のスマートフォン端末一覧
| 発売時期 |      | Apple                                                     | Google                                                                             | シャープ                        | Xiaomi         | OPPO               | モトローラ・モビリティ | ソニー                    | ZTE                                 | FCNT      | 京セラ        | バルミューダ  |
| -------- | ---- | --------------------------------------------------------- | ---------------------------------------------------------------------------------- | ------------------------------- | -------------- | ------------------ | ---------------------- | ------------------------- | ----------------------------------- | --------- | ------------- | ------------- |
| 2020年   | 春夏 |                                                           |                                                                                    | AQUOS zero5G basic              |                |                    |                        |                           |                                     |           |               |               |
| 2020年   | 秋冬 | iPhone 12/iPhone 12 mini, iPhone 12 Pro/iPhone 12 Pro Max | Google Pixel 5, Google Pixel 4a (5G)                                               |                                 | Redmi Note 9T  |                    |                        | Xperia 5 II               |                                     |           |               |               |
| 2021年   | 春夏 |                                                           | Google Pixel 5a (5G)                                                               | AQUOS R6, LEITZ PHONE 1         |                |                    |                        | Xperia 1 III              |                                     |           |               |               |
| 2021年   | 秋冬 | iPhone 13/iPhone 13 mini, iPhone 13 Pro/iPhone 13 Pro Max | Google Pixel 6, Google Pixel 6 Pro                                                 | AQUOS zero6                     |                |                    |                        | Xperia 5 III              |                                     | arrows We |               | BALMUDA Phone |
| 2022年   | 春夏 | iPhone SE (第3世代)                                       | Google Pixel 6a                                                                    | シンプルスマホ６, AQUOS R7      | Redmi Note 10T |                    |                        | Xperia1 IV◆, Xperia 10 IV |                                     |           |               |               |
| 2022年   | 秋冬 | iPhone 14/iPhone 14 Plus, iPhone 14 Pro/iPhone 14 Pro Max | Google Pixel 7, Google Pixel 7 Pro                                                 | AUOS sense7 plus, LEITZ PHONE 2 | Xiaomi 12T Pro | OPPO A55s 5G       |                        | Xperia 5 IV               |                                     |           |               |               |
| 2023年   | 春夏 |                                                           | Google Pixel 7a, Google Pixel Fold                                                 | AQUOS R8 Pro, AQUOS wish3       |                |                    |                        | Xperia 1 V , Xperia 10 V  |                                     |           |               |               |
| 2023年   | 秋冬 | iPhone 15/iPhone 15 Plus, iPhone 15 Pro/iPhone 15 Pro Max | Google Pixel 8, Google Pixel 8 Pro                                                 |                                 | Xiaomi 13T Pro | OPPO Reno10 Pro 5G | motorola razr 40s      |                           | あんしんﾌｧﾐﾘ-ｽﾏﾎ, すみっｺぐらしｽﾏﾎ◆ |           | DuraForce EX◆ |               |
| 2024年   | 春夏 | iPhone 16/iPhone 16 Plus, iPhone 16 Pro/iPhone 16 Pro Max | Google Pixel 9, Google Pixel 9 Pro, Google Pixel 9 Pro XL, Google Pixel 9 Pro Fold | LEITZ PHONE 3,AQUOS R9          | Redmi 12 5G    |                    | motorola edge 50s Pro  | Xperia 1 VI, Xperia 10 VI |                                     |           |               |               |

◆…オンライン限定モデル

#### SoftBankのタブレット端末一覧
長い間、ソフトバンクから販売されたタブレットはiPadシリーズのみだったが、2014年、法人向けにThinkPad 10 for SoftBankが、また一般向けにGALAXY Tab4が発表され、iOS、Android、Windowsとラインナップが広がった。
|        |        | Apple (i)                                              | ファーウエイ (HW)                        | レノボ                                   | サムスン電子 (SC) |
| 2010年 | 夏     | iPad◎                                                  |                                          |                                          |                   |
| 2011年 | 夏     | iPad 2◎                                                |                                          |                                          |                   |
| 2012年 | 春     | iPad (第3世代)◎ (The New iPad)                         |                                          |                                          |                   |
| 2012年 | 冬     | iPad with Retina display◆ iPad mini◆                   |                                          |                                          |                   |
| 2013年 | 秋冬   | iPad Air◆ iPad mini 2◆ (iPad mini with Retina display) |                                          |                                          |                   |
| 2014年 | 秋冬   | iPad Air 2★ iPad mini 3★                               | 402HW◆ (MediaPad 10 Link+・法人向け専用) | ThinkPad 10 for SoftBank★ (法人向け専用) | GALAXY Tab4◆      |
| 2015年 | 秋     | iPad Pro★ iPad mini 4★                                 |                                          |                                          |                   |
| 2015年 | 冬春   |                                                        |                                          | Lenovo TAB2★                             |                   |
| 2016年 | 冬春   |                                                        |                                          | Lenovo TAB2★                             |                   |
| 冬春   |        | MediaPad T2 Pro★                                       | Lenovo TAB3★                             |                                          |                   |
| 冬春   | 2017年 | MediaPad T2 Pro★                                       | Lenovo TAB3★                             |                                          |                   |

※◎…SoftBank 3G HIGH SPEED
◆…SoftBank 4G LTE
★…Hybrid 4G LTE

### SoftBank コネクトカード/コネクトUSB（旧Cシリーズ）
モバイルデータ通信用の端末。データ通信専用の料金プランが用意されている。

#### 端末につけられている通称
Huawei製
- Pocket WiFi - C01HW - Wi-Fiルーターシリーズ
- ULTRA WiFi 4G - 102HW、102HW for Biz - SoftBank 4Gのサービスに対応したWi-Fiルーターシリーズ

ZTE製
- ULTRA WiFi - 007Z、007Z for Biz - ULTRA Wi-Fi対応のルーターシリーズ
- ULTRA WiFi 4G - 102Z - SoftBank 4Gのサービスに対応したWi-Fiルーターシリーズ

セイコーインスツル製
- ULTRA WiFi 4G - 101SI - SoftBank 4Gのサービスに対応したWi-Fiルーターシリーズ

#### 端末一覧
|        |      | セイコーインスツル (SI) | Sierra Wireless (SW) | Longcheer (LC) | Lenovo (IdeaPad) | ファーウェイ (HW)                                | ZTE (Z→ZT)                                          | FOXCONN (SB)           |
| 2007年 | 夏   | C01SI●                  |                      |                |                  |                                                  |                                                     |                        |
| 2008年 | 秋冬 |                         | C01SW◆               |                |                  |                                                  |                                                     |                        |
| 2009年 | 春   |                         |                      | C01LC◆         |                  |                                                  |                                                     |                        |
| 2009年 | 夏   |                         |                      |                |                  |                                                  |                                                     |                        |
| 2009年 | 秋   |                         |                      |                | S10■             |                                                  |                                                     |                        |
| 2009年 | 冬   |                         | C02SW◆               | C02LC◆         |                  |                                                  |                                                     |                        |
| 2010年 | 春   |                         |                      |                |                  | C01HW▲ (Pocket WiFi)                             |                                                     |                        |
| 2010年 | 秋   |                         |                      |                |                  | C02HW◆                                           |                                                     |                        |
| 2010年 | 冬   |                         |                      |                |                  |                                                  | 004Z◆                                               |                        |
| 2011年 | 夏   |                         |                      |                |                  | 005HW◆                                           | 006Z▲ 007Z▲ (ULTRA WiFi) 007Z for Biz▲ (ULTRA WiFi) |                        |
| 2012年 | 春   | 101SI▲ (ULTRA WiFi 4G)  |                      |                |                  |                                                  |                                                     | 101SB▲ (ULTRA WiFi BB) |
| 2012年 | 夏   |                         |                      |                |                  | 102HW▲ (ULTRA WiFi 4G)                           | 102Z▲ (ULTRA WiFi 4G)                               |                        |
| 2013年 | 春   |                         |                      |                |                  | 102HW for Biz▲ (ULTRA WiFi 4G) 203HW◆ (法人向け) |                                                     |                        |
| 2013年 | 夏   |                         |                      |                |                  |                                                  | 203Z▲ (Pocket WiFi)                                 |                        |
| 2013年 | 冬   |                         |                      |                |                  | 301HW▲ (Pocket WiFi)                             |                                                     |                        |
| 2014年 | 夏   |                         |                      |                |                  | 304HW▲ (Pocket WiFi)                             | 303ZT▲ (Pocket WiFi) 304ZT▲ (Pocket WiFi・法人向け) |                        |
| 2015年 | 秋   |                         |                      |                |                  | 501HW▲ (Pocket WiFi)                             |                                                     |                        |
| 2016年 |      |                         |                      |                |                  |                                                  |                                                     |                        |
| 2017年 | 春   |                         |                      |                |                  | 601HW▲ (Pocket WiFi)                             |                                                     |                        |

※●…コネクトカード　◆…コネクトUSB　　▲…WiFiルーター　　■…ネットブック  をあらわしている。

### デジタルフォトフレーム（PhotoVisionシリーズ）

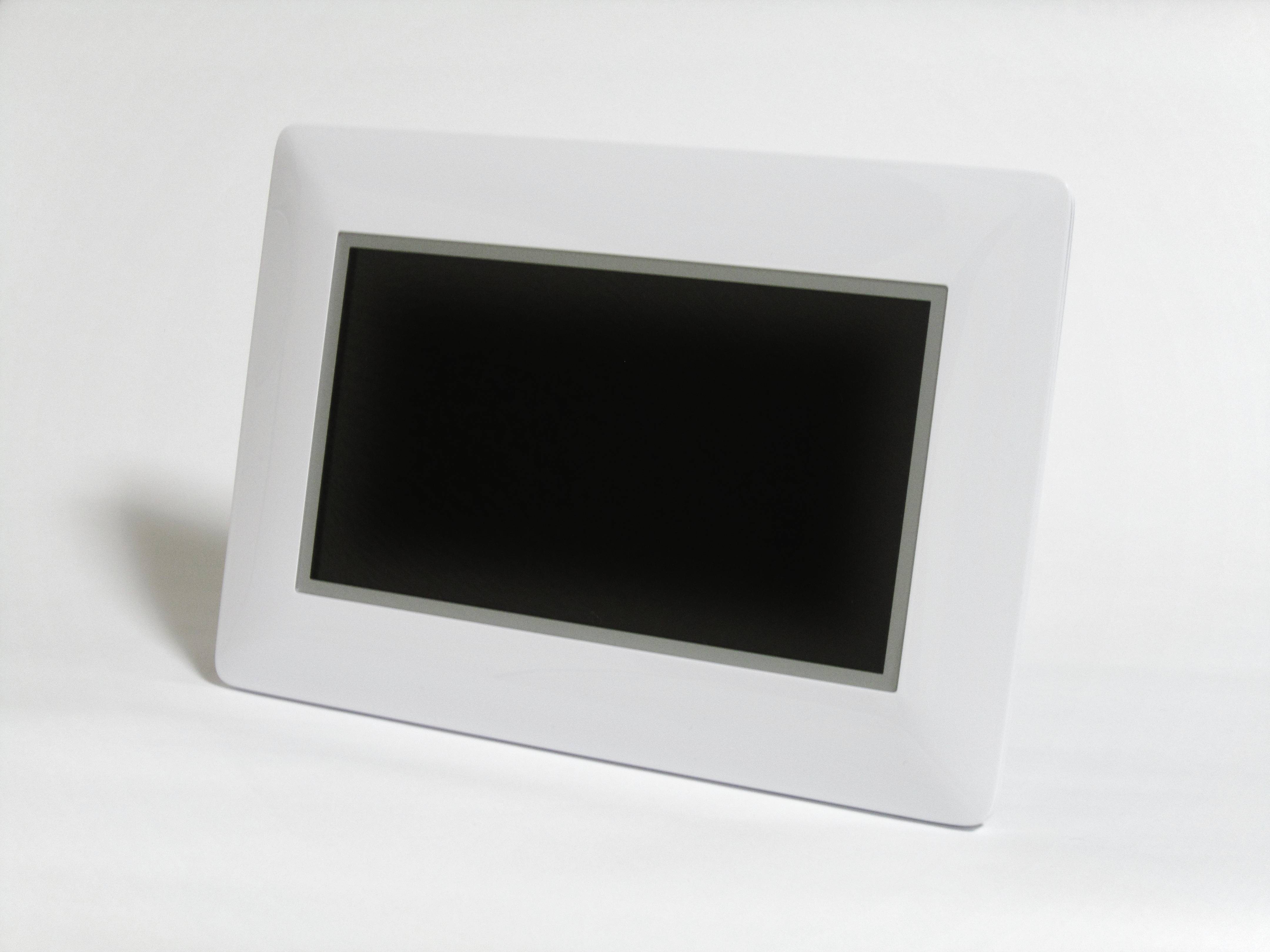
PhotoVision HW001S

通信機能を内蔵したデジタルフォトフレームのシリーズ。フォトビジョン専用の料金プランが用意されているが、2019年11月12日限りで新規受付を終了した。
全端末とも「PhotoVision」という通称を持つ。
2012年冬に発売された202HWは初めてフルセグに対応し、「PhotoVision」に加え「TV」をペットネームにつけている。

#### 端末一覧
|        |      | ファーウェイ (HW)     | ソニー             | セイコーソリューションズ (SI) |
| 2009年 | 夏   | HW001 HW001S HW001 KT |                    |                               |
| 2009年 | 秋冬 | HW002                 |                    |                               |
| 2010年 | 夏   | HW002S (法人向け専用) | DPF-NS70 (S-Frame) |                               |
| 2011年 | 春   | 003HW                 |                    |                               |
| 2011年 | 夏   | 008HW                 |                    |                               |
| 2012年 | 冬   | 202HW                 |                    |                               |
| 2015年 | 秋   |                       |                    | PhotoVision TV2               |

### みまもりシリーズ
みまもりカメラ、みまもりホームセキュリティの各専用プランは2019年11月12日限りで新規受付を終了した。
また、サーバ証明書切り替えに伴いGPS機能が利用できなくなるため、ZTE製みまもりケータイ・みまもりGPSは2019年12月2日をもってサービス終了となり、各専用プランは同日をもって強制解約となる。

#### 端末一覧
- ZTE製
  - みまもりカメラ
    - Z001
    - Z002

  - みまもりケータイ
    - 005Z
    - 101Z(2)
    - 202Z(3)

  - みまもりGPS
    - 201Z
- Huawei製
  - みまもりホームセキュリティ
    - 101HW
- セイコーソリューションズ製
  - みまもりケータイ
    - みまもりケータイ4

### ソフトバンク衛星電話
2013年1月、アラブ首長国連邦に本社を置くスラーヤの設備を利用する衛星電話サービスを発表した。
2013年2月28日よりサービス開始。

#### 端末一覧
- スラーヤ製
  - 201TH
  - 202TH
  - 501TH

### 発売中止になった端末

#### 端末一覧
- NOKIA製
  - グローバルモデル
    - Nokia E71 - 国内事業撤退のため
- NEC製
  - SoftBank 3Gシリーズ
    - SoftBank 741N・ホワイト - カラーバリエーション変更のため
- Huawei製
  - SoftBank スマートフォンシリーズ
    - SoftBank 004HW - 次期モデルに資源を集中させるため。[8]のちに007HWが発売された。

## ディズニー・モバイル端末
ディズニー・モバイルを参照。
- DM001SH - 820SH、821SHがベース
- DM002SH - 823SHがベース
- DM003SH - 824SHがベース
- DM004SH - 831SHがベース
- DM005SH - 942SHがベース
- DM006SH - DM004SHと兄弟機、831SHがベース
- DM007SH - DM005SHと兄弟機、942SHがベース
- DM008SH - 001SHがベース
- DM009SH - 003SHがベース
- DM010SH - 009SHがベース
- DM011SH - 101SHがベース
- DM012SH - 103SHがベース
- DM013SH - 107SHがベース
- DM014SH - 200SHがベース
- DM015K - 202Kがベース
- DM016SH - 302SHがベース
- DM001Photo - 008HWがベース